# Sociální demokracie (Česko)
Sociální demokracie (zkratka SOCDEM, do června 2023 Česká strana sociálně demokratická, zkratka ČSSD) je mimoparlamentní česká středolevicová sociálnědemokratická a nejstarší stále existující česká politická strana. Je členkou Socialistické internacionály, Progresivní aliance a Strany evropských socialistů. Předsedkyní strany je od roku 2024 bývalá ministryně práce a sociálních věcí Jana Maláčová.
Sociálně demokratická strana českoslovanská založená roku 1878 navázala na dělnické hnutí a vznik celoevropského sociálnědemokratického hnutí, jež bojovalo za vznik moderních sociálně spravedlivých států. Voličská podpora sociální demokracie začala stoupat na přelomu 19. a 20. století, postupně se stávala jednou z nejsilnějších politických stran v českých zemích. V roce 1920 byla nejsilnější českou politickou stranou první československé republiky, po odtržení leninistických radikálů, kteří roku 1921 založili Komunistickou stranu Československa (KSČ), zaujímala druhé místo po Republikánské straně (tzv. agrárníci). Po válce byla jednou z povolených stran Národní fronty a podílela se na vládě. Po komunistickém převratu v únoru 1948, který nepřímo podpořila, byla strana nuceně sloučena s KSČ a nadále působila jen v exilu se sídlem v Londýně.
Po sametové revoluci roku 1989 byla strana obnovena a za předsednictví Miloše Zemana se stala hlavní představitelkou demokratické levice a spolu s pravicovou Občanskou demokratickou stranou jednou ze dvou nejsilnějších stran v Česku. V letech 1998–2006 byla hlavní vládní stranou. Během druhé poloviny desátých 21. století začal její dominantní vliv na české politické scéně upadat, tradiční elektorát straně přebíralo zejména hnutí ANO 2011. Roku 2017 se ČSSD ještě účastnila sestavování vlády, ale už jen jako menší koaliční partner, a ve volbách 2021 z Poslanecké sněmovny úplně vypadla. Roku 2023 představila radikální změnu loga a zjednodušení názvu.
Původně se jednalo o stranu dělnictva a části městských levicově orientovaných intelektuálů. Vzhledem k tomu, že dělníků v průběhu a hlavně v závěru 20. století ubývalo, strana se soustředila na všechny pracující s nižšími až středními příjmy. Na konci 90. let a v prvním desetiletí 21. století měla strana voličskou základnu především na venkově a v menších městech. Na rozdíl od jiných sociálně demokratických stran na západě se české sociální demokracii nepodařilo oslovovat liberálnější obyvatele velkých měst.

## Historie

### Dělnické hnutí a počátky sociální demokracie na území Čech a Moravy (1878–1907)

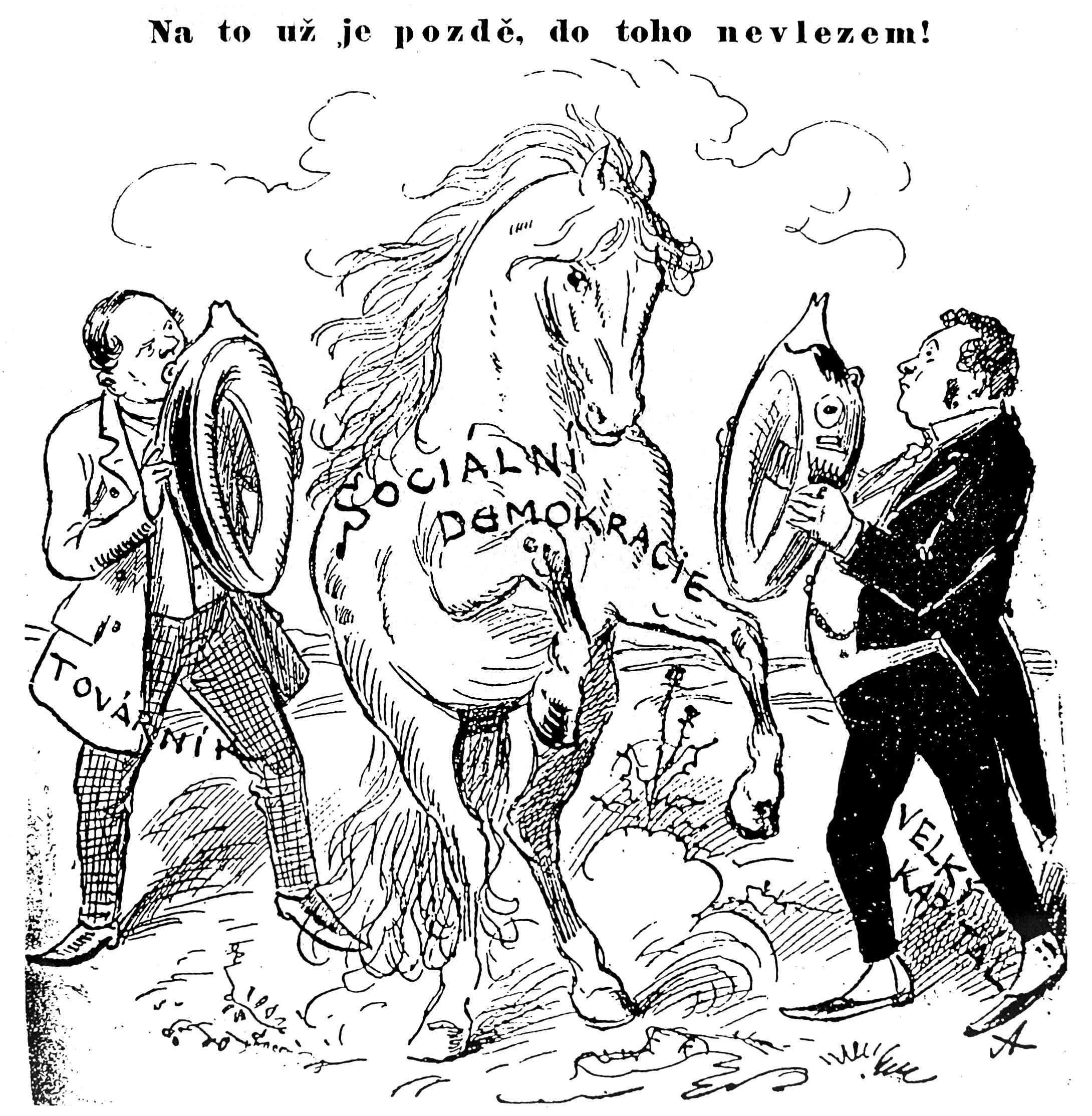
„Sociální demokracie se vymkla kontrole kapitalistů“ (karikatura Mikoláše Aleše z roku 1890)

Počátky českého dělnického hnutí lze nalézt v 60. letech 19. století. Tehdy vznikly první odborové a vzdělávací spolky českého dělnictva. Roku 1868 bylo ustanoveno svépomocné družstvo Oul vedené Františkem Ladislavem Chleborádem. V roce 1870 proběhla na Ještědu masová demonstrace českých a německých dělníků, takzvaný „tábor lidu“.
Dne 7. dubna 1878 se v břevnovském hostinci U Kaštanu konal ustavující sjezd zvláštní organizace českých sociálních demokratů v rámci celorakouské sociálně demokratické strany pod názvem Sociálně demokratická strana českoslovanská v Rakousku. Hlavními osobnostmi sjezdu byli Ladislav Zápotocký a Josef Boleslav Pecka z okruhu časopisů Dělnické listy a Budoucnost.
Proces osamostatňování české sociální demokracie z tzv. rakouské internacionály, vyústil v prosinci roku 1893 na sjezdu konaném v Českých Budějovicích, a to v založení takticky a organizačně samostatné Českoslovanské sociálně demokratické strany dělnické.

### První samostatná kandidatura a samostatná činnost (1907–1918)
Již v roce 1897 byla zastoupena v říšské radě. V tomto roce zde učinilo pět sociálně demokratických poslanců (Arnošt Berner, Petr Cingr, Josef Hybeš, Josef Steiner a Karel Vrátný) protistátoprávní prohlášení, ve kterém strana odmítala vznik samostatného českého státu. To vedlo k rozdělení strany na odpůrce a příznivce české samostatnosti, někteří příznivci sociální demokracii opustili a spolu s příznivci některých dalších stran založili ČSNS.

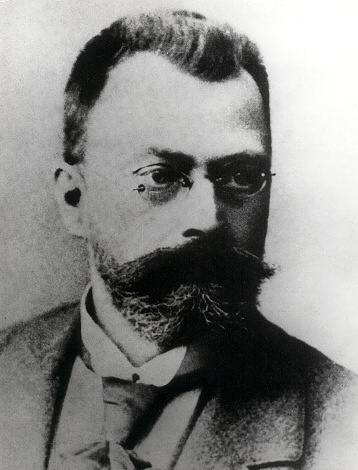
Josef Hybeš, předseda strany v letech 1887–1893

Programově se sociálně demokratická strana hlásila k II. internacionále, prosazovala uznání osmihodinové pracovní doby, všeobecné volební právo a úpravu mzdových poměrů. Myšlenku všeobecného volebního práva pro muže se podařilo prosadit a v roce 1907 tak již měl volební právo každý dospělý muž v Rakousku-Uhersku. Ve volbách do Říšské rady 1907 česká sociální demokracie pod vedením Antonína Němce poprvé kandidovala mimo rámec rakouské sociální demokracie. V českých zemích zvítězila, avšak po přepočtení na kurie skončila až za agrární stranou a celkově získala 6. nejpočetnější klub.
Ve volbách do Říšské rady 1911 strana ještě posílila a klub českých sociálních demokratů získal další 3 poslance, avšak situace se opakovala. Strana získala 4. nejpočetnější klub za Českým klubem na 3. místě. Během první světové války strana odmítala odbojovou činnost a byla plně loajální k Rakousku-Uhersku, avšak ke konci války se především levé křídlo podílelo na tzv. hladových a protiválečných demonstracích.

### Sociální demokracie v novém státě (1918–1926)
Československá sociálně demokratická strana dělnická (ČSDSD) vznikla přejmenováním Českoslovanské sociálně demokratické strany dělnické na sjezdu v prosinci 1918, kde se strana sjednotila s českou částí Sociálně demokratické strany dělnické Rakouska a do strany se včlenily slovenští sociální demokraté ze Slovenské sociálnodemokratické strany Uhorska. Od vytvoření samostatného státu byla druhou nejsilnější politickou stranou, která měla v Revolučním národním shromáždění 47 poslanců (vycházelo se z výsledků voleb do Říšské rady v roce 1911). Tomu odpovídalo zastoupení třemi ministry v první československé vládě. Sociální demokracie navíc získala post předsedy Revolučního národního shromáždění, kterým se stal novinář a politik František Tomášek.
V komunálních volbách v roce 1919, v nichž mohly poprvé volit i ženy, ČSDSD výrazně zvítězila (získala 32,5 %), což vedlo k demisi národně demokratického premiéra Kramáře, jehož strana naopak drtivě prohrála. Sociální demokraté následně vytvořili vládu s republikány (agrárníky) a národními socialisty, pro níž se vžil název rudozelená koalice. Místo předsedy vlády zaujal sociálnědemokratický vůdce Vlastimil Tusar. Stal se tak prvním sociálnědemokratickým premiérem v českých dějinách.

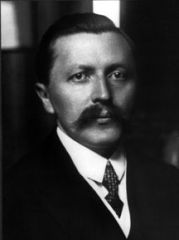
Vlastimil Tusar, v letech 1919–1921 první sociálně demokratický premiér

V prvních volbách do Parlamentu v roce 1920 ČSDSD zvítězila. Získala 25,7 % hlasů a 74 mandátů. Premiérem tak zůstal Vlastimil Tusar a i půdorys této vlády zůstal stejný. V době zdánlivého rozmachu však již ve straně probíhal politický rozkol mezi vedoucím státotvorným umírněným proudem a marxisticko-leninskou opozicí, která se hlásila ke Komunistické internacionále a usilovala o komunistickou revoluci. Opoziční část se sešla na sjezdu v září roku 1920, ustavila se jako ČSDSD–levice a přijala samostatný program. V Národním shromáždění vytvořili také vlastní poslanecký klub. V říjnu téhož roku pak 23 poslanců tohoto křídla vytvořilo svůj vlastní poslanecký klub. V reakci na to podal sociálnědemokratický premiér Tusar demisi, vláda padla a nahradila jí dočasná, úřednická vláda složená z nestraníků. Rozkol sociálně demokratické strany byl prakticky dovršen sjezdem zbytku strany v listopadu 1920, na kterém byl přijat nový Dělnický hospodářský program a byly odmítnuty zásady Komunistické internacionály. Na počátku prosince 1920 se příznivci komunistického křídla strany pokusili v podstatě o státní převrat, nejprve obsadili sídlo sociální demokracie v Lidovém domě a následně po zásahu policie vyhlásili generální stávku. Stávka však byla úspěšně potlačena. Nakonec v květnu 1921 vznikla samostatná Komunistická strana Československa (KSČ). Po tomto rozdělení ČSDSD již nebyla schopna být vedoucí stranou ve vládě, přesto se po zbytek volebního období zúčastnila všech vlád, poloúřednické vlády Edvarda Beneše i první vlády Antonína Švehly.
I přesto sociální demokracie zůstala oslabená natolik, že v parlamentních volbách roku 1925 obdržela pouhých 8,9 % (KSČ 13,2 %). Po volbách se strana stala součástí druhé vlády Antonína Švehly, roku 1926 však spolu se socialisty vládní lavice opustila a vznikla tak úřednická vláda složená z nestraníků.
Na sjezdu v roce 1924 byl novým předsedou zvolen bývalý tajemník Svazu kovodělníků a poslanec Národního shromáždění Antonín Hampl, který vystřídal Antonína Němce, místopředsedou se stal (až do roku 1933) kladenský starosta Karel Kindl. O dva roky později se stal generálním tajemníkem ČSDSD mladoboleslavský senátor Vojtěch Dundr. Hlavním tiskovým orgánem bylo Právo lidu.

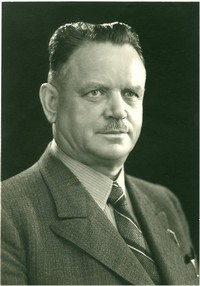
Antonín Hampl, předseda strany v letech 1925–1938

V letech 1918–1926 patřila mezi největší spojence ČSDSD Československá národně socialistická strana a Německá sociálně demokratická strana dělnická v ČSR. U obou stran se uvažovalo o sloučení, které se ale neuskutečnilo kvůli některým rozlišně chápaným programový bodům (internacionální politika, pohled na německou menšinu v Československu).
Základní jednotkou strany byly místní politické organizace, organizace sociálně demokratických žen, dělnické tělocvičné jednoty či organizace sociálně demokratické mládeže. Každý ze členů partaje se musel povinně stát příslušníkem některého z odborových svazů začleněných do Odborového sdružení československého. Vzdělávací organizací strany byla Masarykova dělnická akademie.

### Od „Panské koalice“ k Národní straně práce (1926–1938)
Roku 1926 po dlouho trvající politické krizi vznikla vláda takzvané „panské koalice“, tedy koalice nesocialistických stran, ČSDSD se tak na zbytek volebního období ocitla v opozici. Ve volbách roku 1929 si mírně polepšila, získala 13 % hlasů. Vrátila se do vlády, stala se jedním z menších členů druhé vlády Františka Udržala. Až do sjezdu v roce 1930 se strana hlásila k tradicím marxismu, teprve na tomto sjezdu byl přijat nový stranický program, který dosavadní orientaci revidoval. Následně byla sociální demokracie jedním z menších členů všech vlád Jana Malypetra (1932–1935), všech vlád Milana Hodži (1935–1938) i první vlády Jana Syrového (1938). Ve volbách roku 1935 obdržela 12,57 % hlasů a skončila na třetím místě.
Československá sociální demokracie rozvíjela též kontakty s ostatními evropskými sociálně demokratickými stranami a byla aktivní členkou Socialistické dělnické internacionály (dlouhodobě ji zde zastupoval František Soukup a posléze i Betty Karpíšková a Lev Winter). Od druhé poloviny 20. let spolupracovala s Německou sociálně demokratickou stranou dělnickou v ČSR (založenou na podzim 1919 Josefem Seligerem) a po roce 1933 organizovala pomoc německé (a později též rakouské) demokratické a socialistické emigraci v Československu. Ve druhé polovině 30. let podporovala boj španělské levice proti povstalcům a výrazně se angažovala v zápase na obranu ČSR. Plně sdílela a podporovala Benešovu koncepci kolektivní bezpečnosti (Ženevský protokol, Malá dohoda, Východní Locarno, Východní pakt, obranné smlouvy s Francií a SSSR, Hodžův plán). Meziválečná sociálně demokratická strana měla poměrně blízko k prezidentovi T. G. Masarykovi a k takzvané „hradní politice“.
Po politických změnách směřujících k autoritativnímu režimu na podzim roku 1938 se strana spojila s dalšími levicovými a středolevicovými stranami v Národní stranu práce. V lednu 1939 se konal likvidační sjezd. Tato strana byla opoziční vůči vládnoucí konzervativně pravicové straně – Straně národní jednoty.

### Sociální demokracie v letech 1938–1945
Po nacistické okupaci v březnu 1939 byla Národní strana práce zakázána. Během druhé světové války se řada bývalých členů sociální demokracie zapojila do odbojové činnosti, strana měla zastoupení v československé vládě v Londýně a ve Státní radě Československé.

### Léta 1945–1948

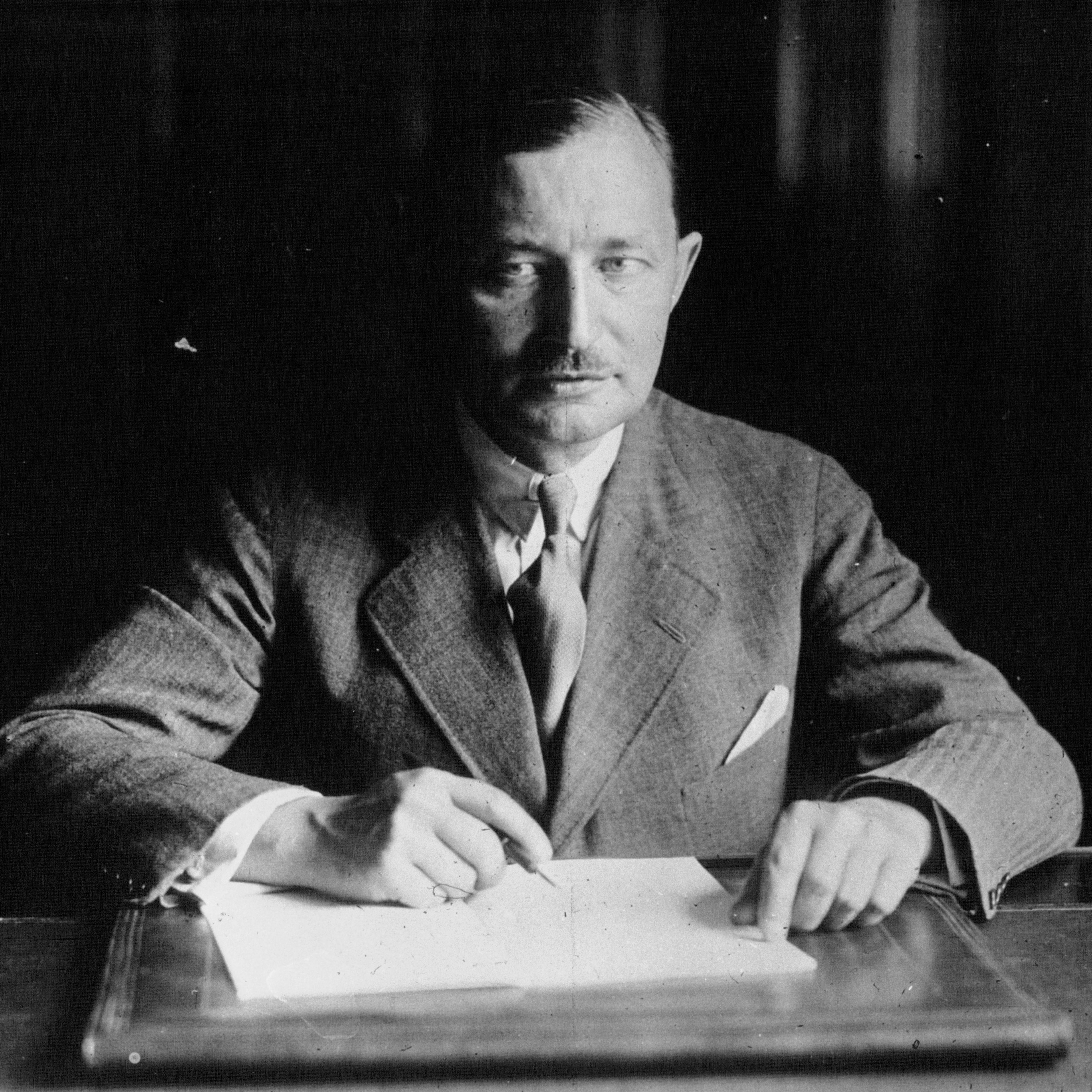
Zdeněk Fierlinger, předseda v letech 1945–1947

Roku 1945 byla strana obnovena pod názvem Československá sociální demokracie (ČSSD) jako jedna ze čtyř povolených českých stran Národní fronty. Její představitelé se zúčastnili práce Národního shromáždění a předseda strany Zdeněk Fierlinger se stal předsedou první poválečné vlády. Německá sociálně demokratická strana obnovena být nemohla.
Ve volbách roku 1946 obdržela 15,5 %, což bylo nejméně ze všech čtyř českých stran (většina levicových voličů se přiklonila ke KSČ, případně k ČSNS). ČSSD se stala součástí vlády a mimo jiné přivedla na ministerský post první ženu v historii českých zemí, Ludmilu Jankovcovou.
Ve straně se však vykrystalizovaly dva proudy, přičemž na sjezdu v listopadu 1947 byl zvolen předsedou centrista Bohumil Laušman (díky pomoci zastánce samostatného vývoje strany Václava Majera) a komunisty ovládnuté Fierlingerovo křídlo bylo dočasně poraženo.

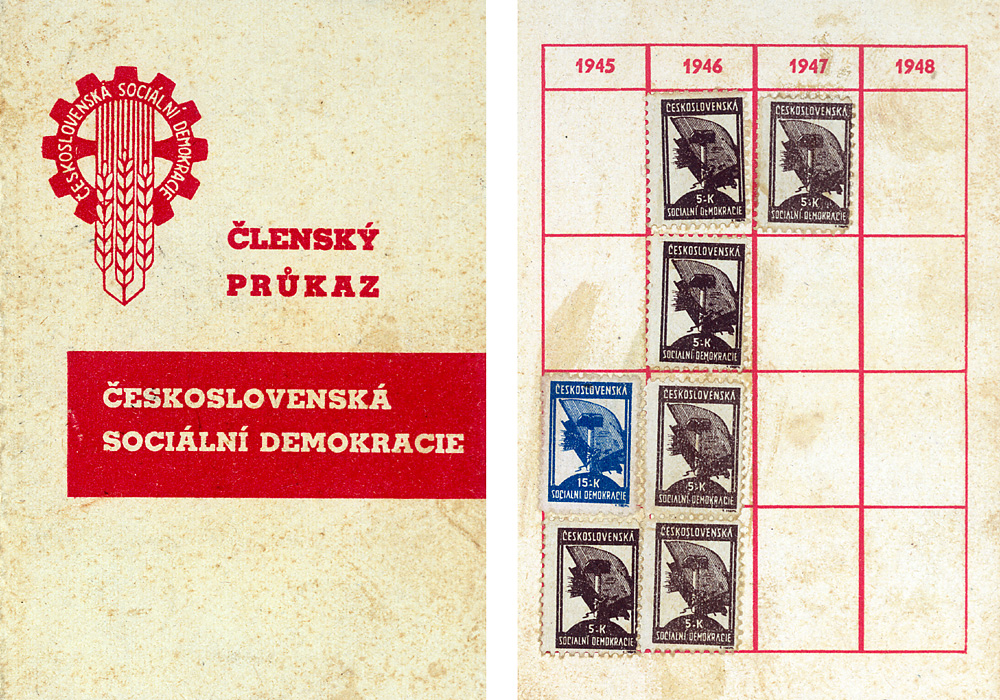
Poválečný členský průkaz

Prokomunistické křídlo a prokomunistická infiltrace fungovaly v té době už ve všech českých stranách, ovšem u sociálních demokratů dosáhly větších rozměrů. Za únorového převratu se sociální demokracie nepřidala k hromadné demisi ministrů za Národně socialistickou stranu, Lidovou stranu a Demokratickou stranu, čímž spolu s Janem Masarykem zmařila jejich snahu o vynucený pád vlády a umožnila Gottwaldovi doplnit na místa rezignujících ministrů spolupracovníky KSČ (dva ministři ze tří za sociální demokracii posléze nerespektovali rozhodnutí své strany a rezignovali, problematická se ukázala i nedostatečná komunikace od ostatních nekomunistických stran k ČSSD).
V prvních týdnech po převratu odešli někteří vedoucí představitelé sociální demokracie do exilu a v květnu 1948 ustavili v Londýně ústřední výkonný výbor strany v zahraničí. Dne 27. června 1948 byla protiprávně ukončena činnost strany nuceným sloučením s KSČ, v rozporu se stanovami ČSSD. Slučovací přihlášku následně odmítlo podepsat přes 200 000 členů strany, kteří byli za tento čin následně pronásledováni. Zbylí vysoce postavení politici strany obvykle zůstali ve vedení státu jako členové KSČ (například Zdeněk Fierlinger nebo Ludmila Jankovcová).

### Sociální demokracie v exilu (1948–1989)

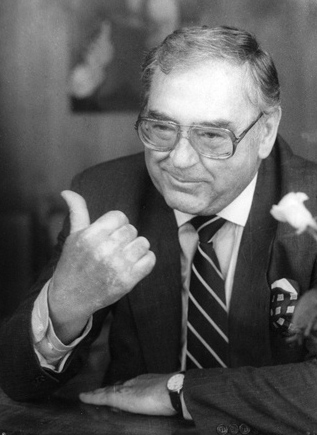
Jiří Horák, předseda strany v exilu a v letech 1990–1993

Po likvidaci ve vlasti pokračovala Československá sociální demokracie ve své činnosti v exilu; v jejím čele stál dočasně Blažej Vilím, od září 1948 Václav Majer. Generálním tajemníkem byl v letech 1948–1950 Blažej Vilím, poté až do roku 1970 Václav Holub. K dalším reprezentantům patřili Vilém Bernard, František Němec, Mirko Sedlák a Arno Hais, z mladé generace pak Radomír Luža a Jiří Horák.
Sídlem ústředního vedení se stal Londýn, kde také v letech 1950–1964 vycházel tiskový orgán – časopis Demokracie a socialismus. V jednotlivých státech se postupně formovaly zemské organizace v čele se zemskými důvěrníky. Další centra stranické činnosti vznikla v Paříži, v USA, ve Švýcarsku, v SRN a ve Vídni, kde v rámci rakouské SPÖ působila Československá socialistická strana v Rakousku. Někteří bývalí sociální demokraté se v různých zemích podíleli na vytvoření zelených stran, které vyjadřovaly odpor jak k západnímu kapitalismu, tak sovětskému komunismu.
Roku 1968 byl učiněn pokus o obnovu samostatné strany, avšak tyto plány zhatila invaze sovětských vojsk.
Samostatnou izolovanou zahraniční skupinu tvořili členové tzv. Zinnerova okruhu, přesvědčení němečtí sociální demokraté loajální Československu a odkazu Ludwiga Czecha. Ti se ostře vymezili proti křídlu bývalé německé sociální demokracie Wenzela Jaksche a Seliger-Gemeinde, které bylo ochotné spolupracovat se sudetoněmeckým landmanšaftem (ten v této době požadoval finanční náhradu za zabavený majetek sudetských Němců v Československu).

### Strana v letech 1989–1993
Ačkoli bylo obnovení sociální demokracie plánováno již v roce 1968, uskutečnilo se až po listopadu 1989. V pořadí 9. předsedou se stal Slavomír Klaban, jenž ke členům sociální demokracie patřil již před únorem 1948 a který obnovu strany vyhlásil 19. listopadu 1989 v rádiu Svobodná Evropa. Části bývalých sociálních demokratů nebyla spolupráce na obnově strany umožněna kvůli jejich spolupráci s komunisty. Obnovovací XXIV. sjezd se konal 24. a 25. března 1990 v Praze – Břevnově a navázal na tradice předválečné ČSDSD. Předsedou byl zvolen Jiří Horák, významnou roli hrál ve straně jeden z hlavních aktérů sametové revoluce Valtr Komárek. V konkurenci s Občanským fórem (její členové mohli v prvních volbách kandidovat i za OF) nebyla strana moc úspěšná (ve volbách do Sněmovny národů získala 4,17 %, do Sněmovny lidu 3,84 %, do České národní rady 4,11 %) navíc opět trpěla vnitřními rozpory.
V následujících letech mírně stoupl její vliv, po rozpadu Občanského fóra v roce 1991 se ve Federálním shromáždění utvořil Klub poslanců sociálně demokratické orientace, v němž zasedaly mnohé osobnosti, jež v následujících měsících vstoupily do ČSSD. Ve volbách roku 1992 získala Československá sociální demokracie v ČNR, ze které se rozdělením Československa stala česká Poslanecká sněmovna, 16 mandátů.

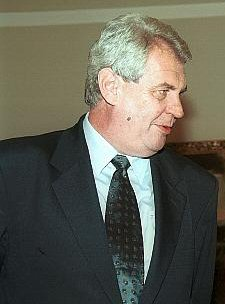
Miloš Zeman, předseda v letech 1993–2001

### Éra Miloše Zemana (1993–2001)
Na sjezdu v roce 1993 změnila strana název na Českou stranu sociálně demokratickou (což umožnilo zachovat zkratku ČSSD) a novým předsedou strany byl zvolen Miloš Zeman. Před parlamentními volbami v červnu 1996 ČSSD vedla rozsáhlou kontaktní kampaň, hlavním symbolem kampaně byl autobus „Zemák“, se kterým lídři strany objížděli republiku. Název Zemák se dá interpretovat nejen jako „Zemanova Karosa“, ale jedná se i o synonymum pro bramboru. Předseda strany Zeman k tomu tehdy řekl: „ČSSD vždy byla stranou oslovující spíše lidi, kteří konzumují základní potraviny – brambory, mléko a obilí, než ty, kteří se živí kaviárem a šampaňským.“
Kampaň byla úspěšná, ČSSD získala 26,44 % a stala se druhou nejsilnější stranou Česka, což způsobilo velké překvapení. Znamenalo to rovněž ztrátu parlamentní většiny dosavadní středopravicové koalice. V následujících dvou letech zůstala strana v opozici a menšinovou vládu koalice ODS, KDU-ČSL a ODA (druhá Klausova vláda) tolerovala. Miloš Zeman byl zvolen do čela Poslanecké sněmovny.
I před předčasnými parlamentními volbami v červnu 1998 ČSSD vedla rozsáhlou kontaktní kampaň, podařilo se jí převzít velkou část protestních hlasů proti Václavu Klausovi. Ve volbách zvítězila s 32,31 % hlasů a sestavila menšinovou vládu pod Zemanovým předsednictvím, jejíž čtyřleté působení umožnila tzv. opoziční smlouva, uzavřená mezi ČSSD a ODS v červenci 1998. Některými voliči a novináři byla opoziční smlouva označována za volební podvod, došlo totiž ke spojení dvou stran s odlišným programem na základě snahy získat politickou moc. V této vládě na jednu stranu zasedaly všeobecně uznávané osobnosti, jako například někdejší disident a pozdější předseda Ústavního soudu Pavel Rychetský nebo pozdější ombudsman Otakar Motejl, na druhou stranu však i některé osobnosti kontroverzní, například Ivan David, Ivo Svoboda, Jaroslav Tvrdík, Karel Březina, Václav Grulich, nebo Zemanův šéfporadce Miroslav Šlouf. Někteří vrcholní politici ČSSD byli v této době napojeni na hlavu českého organizovaného zločinu Františka Mrázka. Prosluly rovněž vnitrostranické spory, jež se dostaly na veřejnost, kdy se Miloš Zeman pokoušel pomocí vytvořených kompromitujících materiálů zdiskreditovat místopředsedkyni vlastní strany Petru Buzkovou. Z těchto důvodů byla vláda často kritizována veřejností i novináři. Kontroverzní byl rovněž podíl části ČSSD na pokusu o ovládnutí České televize, toto období vstoupilo do historie jako „televizní krize“.

### Začátek 21. století (2001–2011)

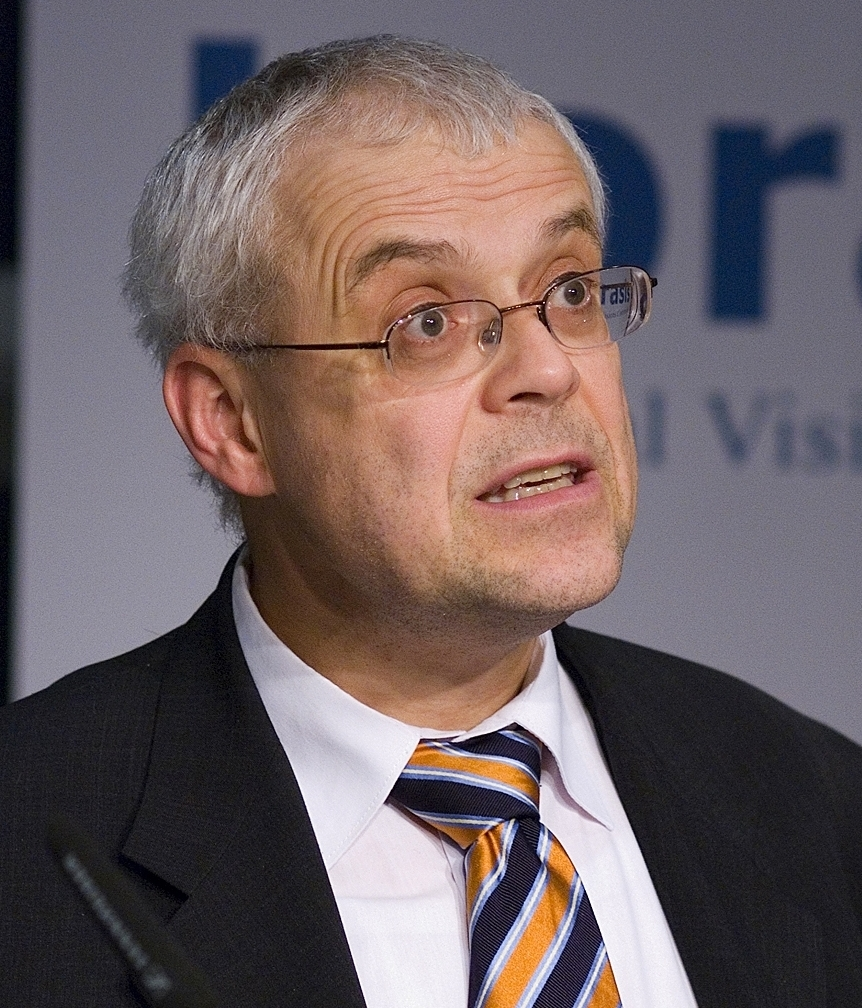
Vladimír Špidla, předseda strany v letech 2001–2004

V dubnu 2001 Miloše Zemana v čele ČSSD vystřídal ministr práce a sociálních věcí Vladimír Špidla. Tomu se podařilo v očích voličů odstřihnout od skandálů předchozí vlády, strana tak v roce 2002 znovu zvítězila v parlamentních volbách a sestavila vládu v koalici s KDU-ČSL a US-DEU. Tato koalice ovšem disponovala pouze těsnou většinou (101 hlasů). Vladimír Špidla se snažil stranu reformovat, byl považován za politika západního progresivně liberálního stylu s akcentem na ekologii. ČSSD však provázela nejednota jak v koalici tak v samotné straně. Opoziční ODS jí kritizovala jako příliš levicovou, naopak další opoziční strana KSČM tvrdila, že ČSSD na levicové hodnoty rezignovala. Vrcholem Špidlovy politické kariéry se stal vstup Česka do Evropské unie, který sám výrazně prosazoval, po neúspěchu v eurovolbách však odstoupil z čela strany i vlády a přijal post eurokomisaře. Nový premiér Stanislav Gross, dosavadní ministr vnitra, vydržel ve funkci necelý rok a odstoupil kvůli aféře s financováním svého bytu. Dalším premiérem se stal dosavadní ministr pro místní rozvoj Jiří Paroubek, který stranu sjednotil a podařilo se mu získávat nové voliče (především voliče KSČM). Před parlamentními volbami v roce 2006 se však sociální demokracie opět potýkala s mnoha aférami, kritizován byl rovněž tvrdý zásah Policie ČR proti technoparty CzechTek 2005. Ve volbách samých pak strana skončila i přes svůj historicky nejlepší volební výsledek (32,32 %) druhá za ODS a skončila v opozici.

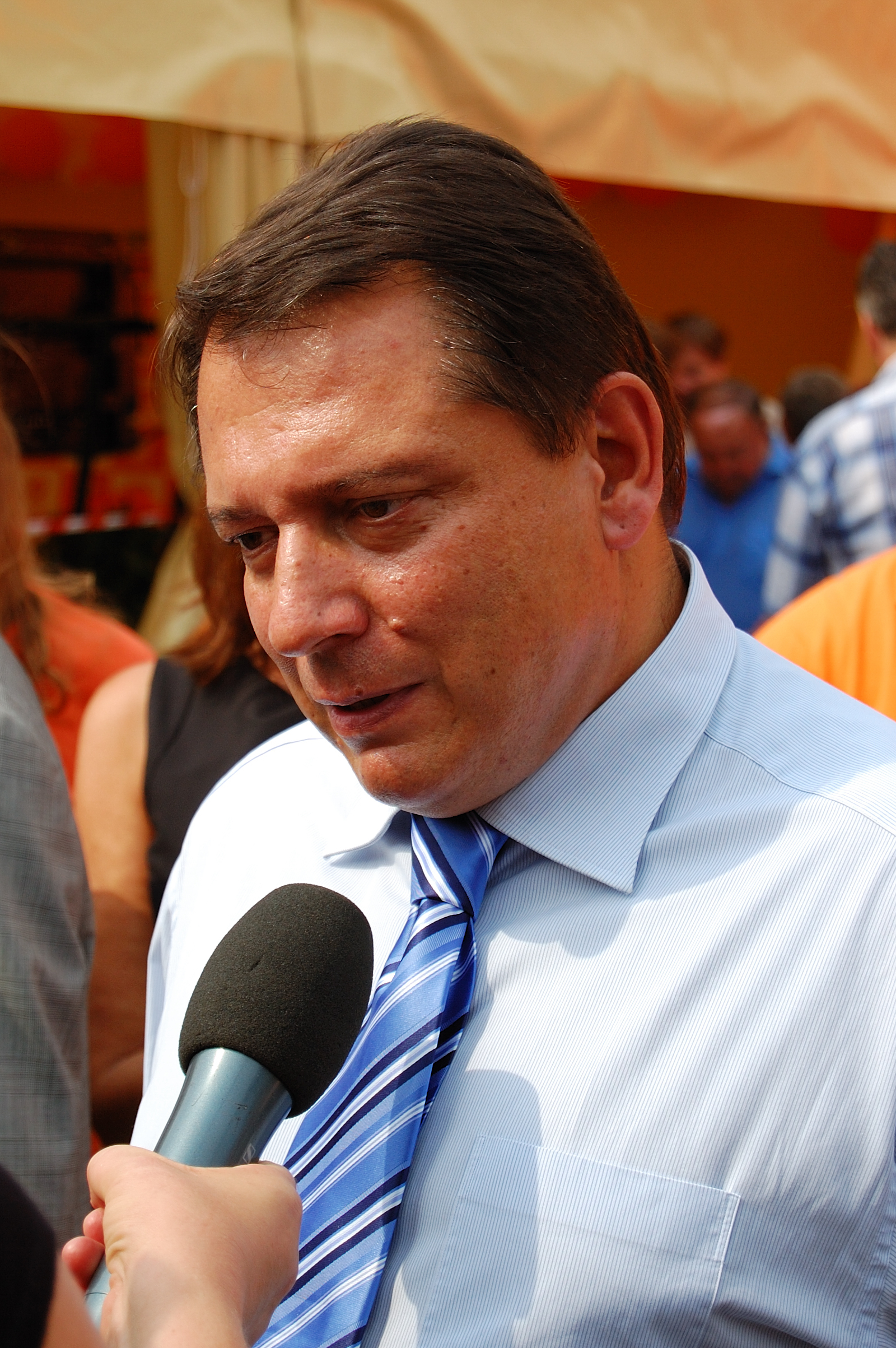
Jiří Paroubek, předseda strany v letech 2005–2011

Na podzim roku 2008 strana vyhrála krajské volby a získala všech 13 hejtmanů, rovněž ve volbách do Senátu Parlamentu ČR slavila úspěch, když získala 23 nových senátorů z 27 možných. Období mezi roky 2008–2010 bývá označováno jako „Oranžová tsunami“, ČSSD totiž tehdy vítězila jak v krajských volbách, tak poprvé i v senátních, kde získala pro sebe i předsedu Senátu, kterým se stal Milan Štěch. V roce 2010 ČSSD vyhrála i volby do Poslanecké sněmovny, získala 22,1 % hlasů, ale počet získaných mandátů nestačil na vytvoření levicové vlády (s podporou KSČM); ČSSD proto opět vstoupila do opozice. V roce 2011 se předsedou strany stal Bohuslav Sobotka.

### Éra Bohuslava Sobotky (2011–2017)

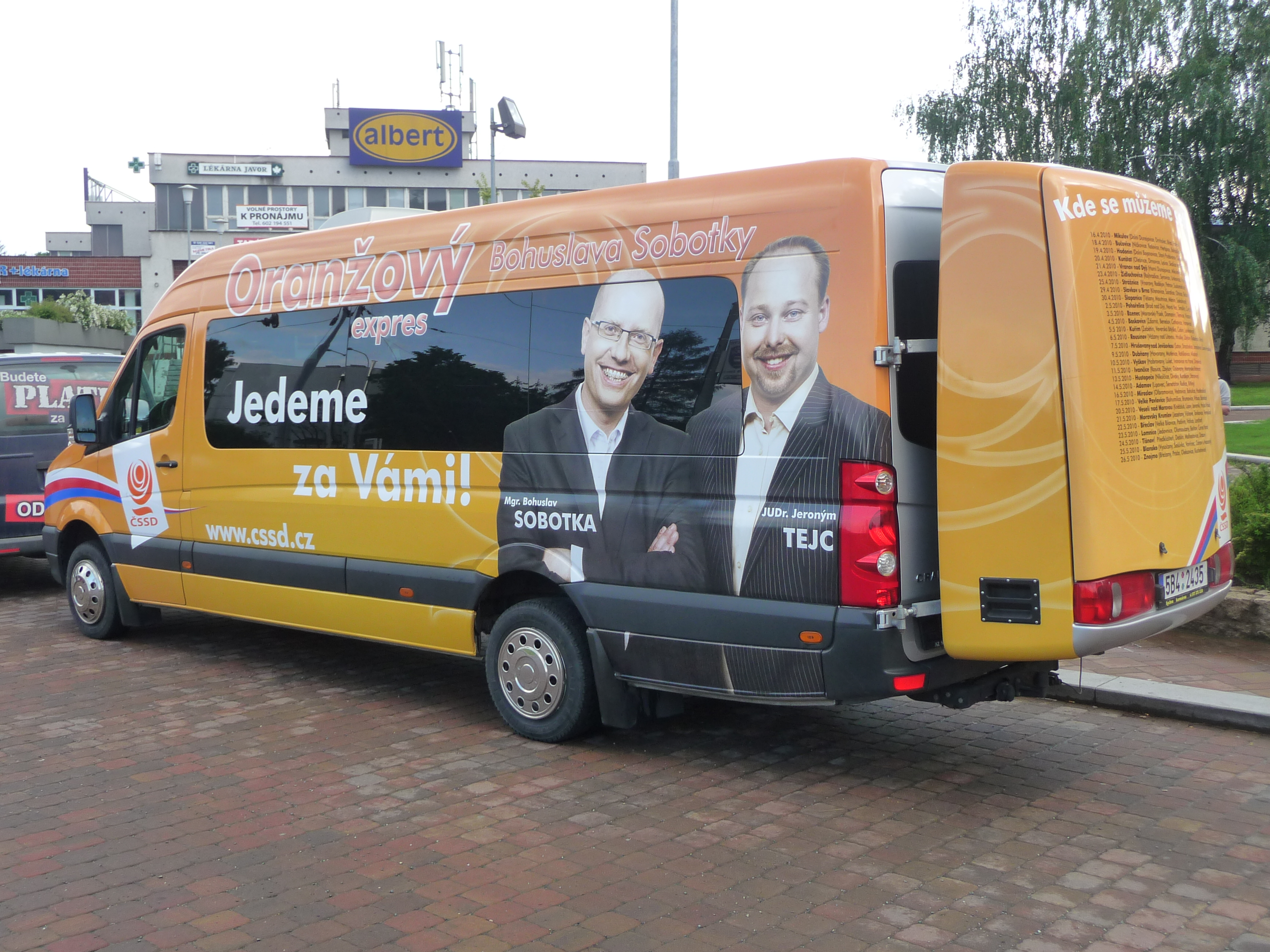
Kampaň ČSSD v roce 2013

ČSSD šla do předčasných voleb 2013 s heslem Prosadíme dobře fungující stát. Mezi cíle ČSSD patřilo mimo jiné snížení DPH, progresivní zdanění osob s vysokými příjmy či opětovné otevření otázky církevních restitucí. Jejím celostátním lídrem byl předseda strany a bývalý ministr financí Bohuslav Sobotka. Ten byl považován za představitele pragmatického liberálnějšího křídla strany, navazujícího na období Vladimíra Špidly, Sobotkovi se však nikdy nepodařilo změnit v tomto duchu celou ČSSD, strana tak působila rozštěpeným dojmem. Sociální demokraté byli podle předvolebních průzkumů jednoznačným favoritem voleb, přesto se ve straně projevoval vnitrostranický rozpor mezi stoupenci (Hašek, Tejc, Chovanec aj.) a oponenty (Sobotka, Zaorálek, Dienstbier aj.) nového prezidenta republiky Miloše Zemana.
Rozpolcení strany se pak projevilo po volbách, v nichž ČSSD sice s 20,45 % hlasů zvítězila, její očekávání však bylo zklamáno. Večer po volbách se na takzvané lánské schůzce sešli stoupenci prezidenta Miloše Zemana ve vedení ČSSD na prezidentově zámku v Lánech a pokusili se domluvit na dosazení Michala Haška do čela strany a odstavení Bohuslava Sobotky od moci. Jejich záměr však zhatil redaktor České televize Vladimír Keblúšek, který si během přítomnosti ve volebním štábu ČSSD všiml, že Zemanovi stoupenci opustili místo. Schůzku s prezidentem sice všichni dotyční politici popírali, nakonec však díky přiznání jednoho z nich došlo k provalení celého příběhu. Na stranu Bohuslava Sobotky se navíc postavil například předseda Senátu Štěch nebo pozdější ministr zahraničí Zaorálek. Rovněž potenciální koaliční partneři strany, hnutí ANO a KDU-ČSL sdělili, že o vládě s Michalem Haškem vyjednávat nebudou. Sobotka tak svou pozici ustál a naopak jeho odpůrci opustili vedení strany (kromě pozdějšího ministra vnitra Milana Chovance, jenž se přidal na Sobotkovu stranu).

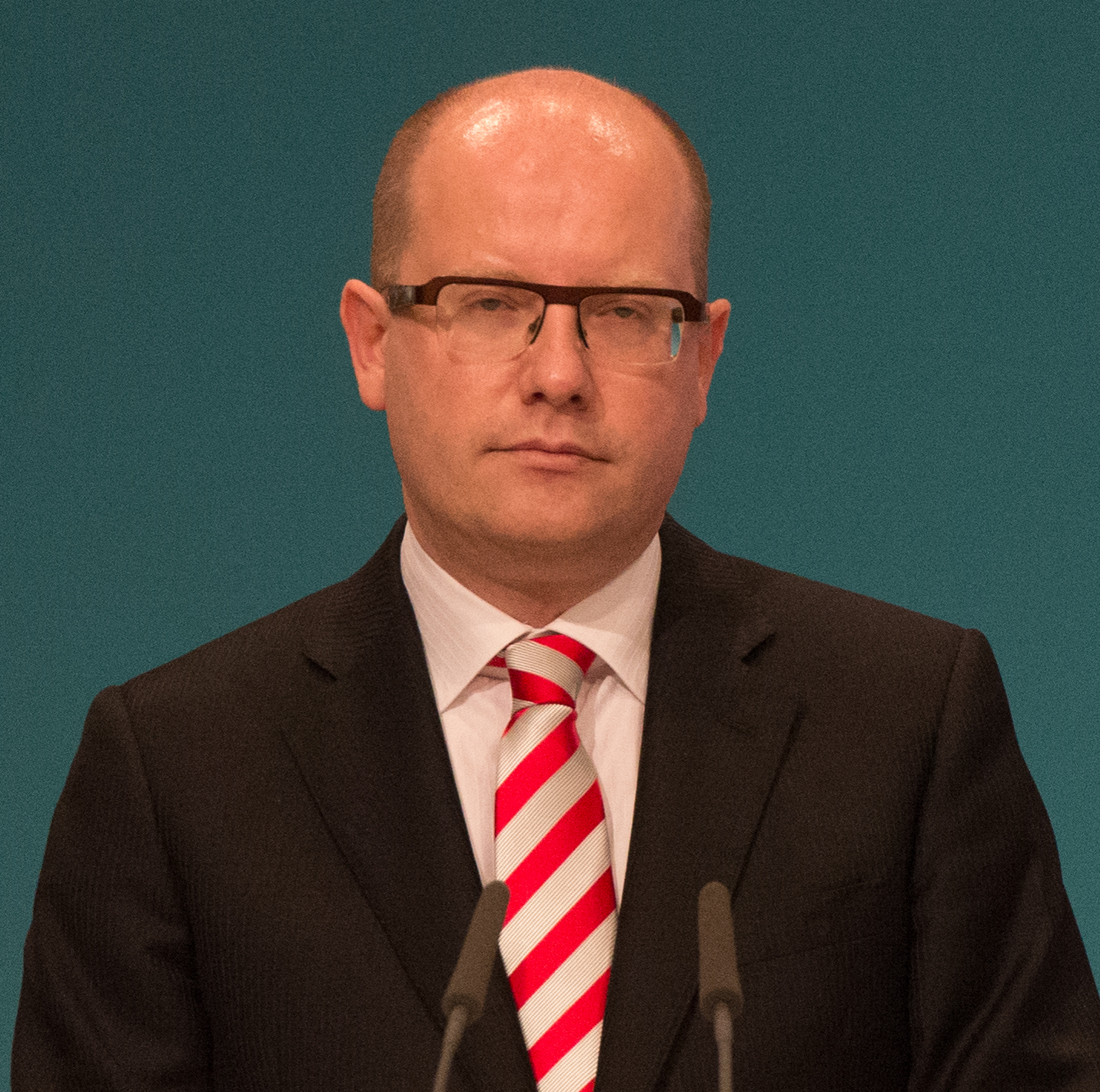
Bohuslav Sobotka, předseda strany v letech 2011–2017

 ČSSD sestavila vládu spolu s hnutím ANO a KDU-ČSL. Strana začala působit jednotněji, měla však nadále mnoho vnitřních problémů, což se projevilo například po komunálních volbách v roce 2014, kdy byla v severočeském Duchcově zformována radniční koalice mezi ČSSD, KSČM a DSSS, která je nástupnickou organizací neonacistické Dělnické strany. Vedení ČSSD v čele s Bohuslavem Sobotkou vzniklou situaci ostře odsoudilo a navrhlo zrušení stranické organizace v Duchcově. Krajské vedení ČSSD se odmítlo podřídit pokynům z centra a duchcovskou buňku nezrušilo.
Přesto, že vláda v čele s ČSSD byla poměrně úspěšná a mezi lidmi populární, popularita ČSSD a premiéra Sobotky se stále snižovala. Voliče ČSSD začalo přebírat zejména hnutí ANO. Stále se rovněž stupňovaly spory mezi Sobotkou a vicepremiérem a předsedou hnutí ANO Andrejem Babišem.
V reakci na stále se snižující volební preference 15. června 2017 odstoupil dosavadní předseda ČSSD Bohuslav Sobotka z čela strany. Tehdy vznikl takzvaný triumvirát – premiérem zůstal Sobotka, dočasným předsedou ČSSD se stal statutární předseda Milan Chovanec a volebním lídrem tehdejší ministr zahraničí Lubomír Zaorálek. Volebním heslem bylo „Když bohatne země, musí bohatnout i lidé“. I přes změnu ve vedení strany však ve sněmovních volbách 2017 ČSSD získala nejhorší výsledek ve svých novodobých dějinách, pouhých 7,27 %.

### Po prohraných volbách 2017

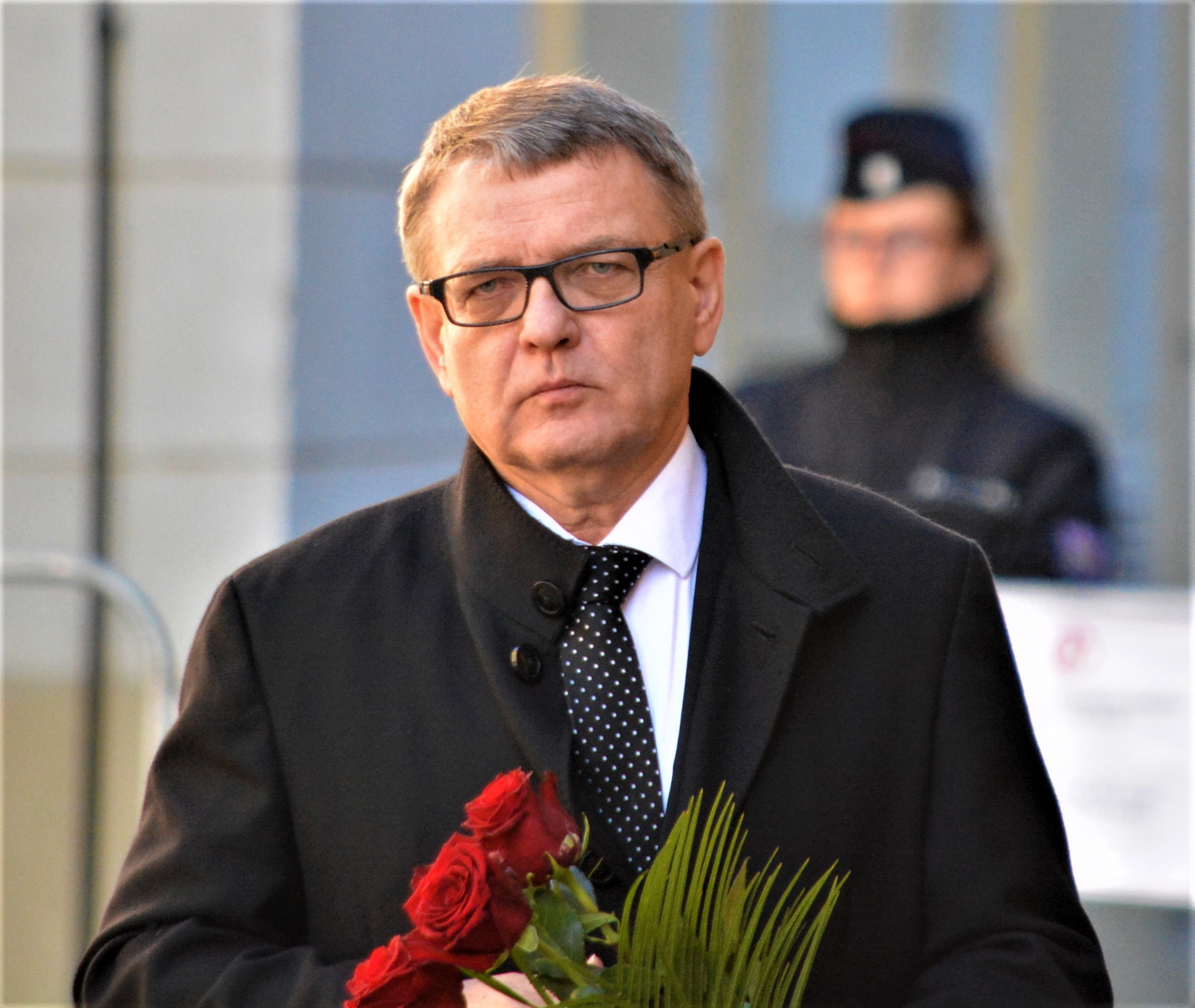
Lubomír Zaorálek, volební lídr ČSSD ve volbách 2017

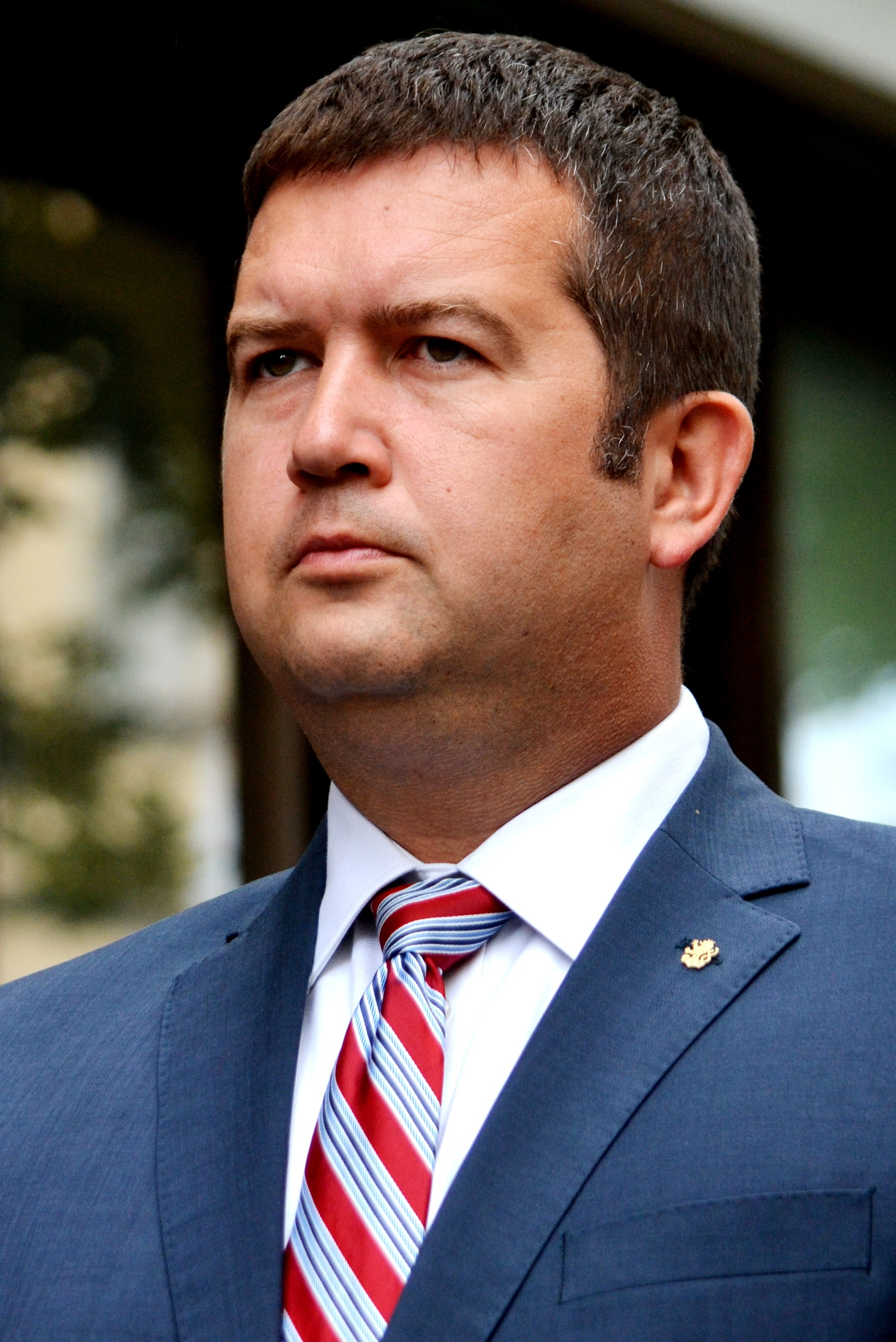
Jan Hamáček, předseda strany v letech 2018–2021

Po volbách nastala komplikovaná jednání o vzniku nové vlády, s vítězem voleb Andrejem Babišem totiž kvůli jeho kauzám byly do vlády ochotny jít jen strany označované za extremistické. Kvůli volebnímu neúspěchu a více než půl roku trvajícímu období bez řádně zvoleného předsedy strany byl svolán mimořádný sjezd ČSSD. „Bojujeme o přežití a k tomu je třeba, aby všichni, kterým na ČSSD záleží, zapomněli na osobní neshody a začali táhnout za jeden provaz“, řekl například místopředseda strany a kandidát na předsedu Jan Hamáček. To, že se ČSSD nachází na rozcestí, dokládá i fakt, že na post předsedy kandidovalo celkem sedm lidí, a to od zkušených politiků po poměrně neznámé tváře. Novým předsedou sociální demokracie byl nakonec zvolen právě někdejší předseda Poslanecké sněmovny Jan Hamáček. Delegáti sjezdu zároveň posvětili konec jednání ČSSD o vládě s hnutím ANO.
V průběhu jara 2018 však ČSSD změnila názor a s Andrejem Babišem o vládě začala vyjednávat. Vyjednávání byla úspěšná a strana tak opět vstoupila do vlády, a to za cenu částečné spolupráce s komunisty, kteří vládu podpořili. Tato druhá vláda Andreje Babiše byla často kritizována kvůli údajnému přílišnému rozhazování financí, kvůli již zmíněné spolupráci s komunisty, kvůli nedostatečné aktivitě na evropské scéně i kvůli populistické politice a rezignaci na jakékoli reformy.
Mediálně sledovaná byla rovněž kauza nejmenování Michala Šmardy ministrem kultury, kdy prezident Zeman tohoto politika odmítl jmenovat a nahradit tak svého oblíbence Staňka. ČSSD tehdy zvažovala protestní opuštění vlády, nakonec však přišla s kompromisním kandidátem Lubomírem Zaorálkem, kterého již prezident jmenoval. Dle kritiků prezident Zeman odmítnutím nejprve odvolat jednoho ministra a poté jmenovat nového porušil Ústavu ČR.
ČSSD se během svého vládního angažmá snažila udržovat si s Milošem Zemanem dobré vztahy, Miloš Zeman však byl velmi kritický zejména k ministru zahraničí Tomáši Petříčkovi, kterého pro jeho výrazné proevropské a prozápadní postoje kritizovali rovněž komunisté.
Strana se vnitřně sjednotila, opustila jí rovněž velká část výrazných členů, například někdejší místopředseda Jaroslav Foldyna (přešel do SPD), někdejší hejtman Plzeňského kraje Josef Bernard (přešel ke Starostům a nezávislým) nebo někdejší první místopředseda strany a hejtman Jihočeského kraje Jiří Zimola (založil vlastní hnutí).

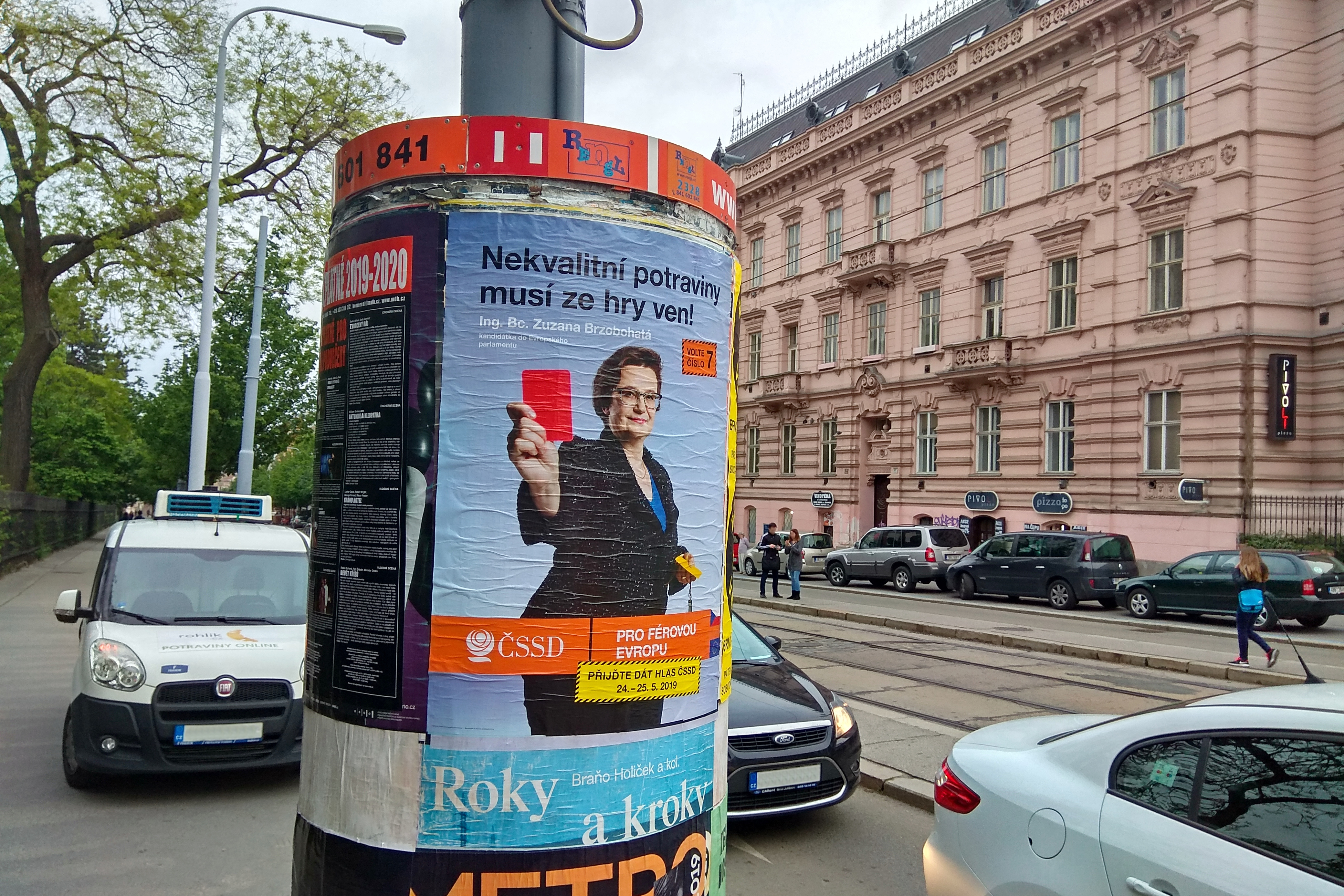
Kampaň ČSSD před volbami do Europarlamentu v roce 2019

Ani vládní angažmá však propad podpory strany nezastavilo, což se projevilo vypadnutím ČSSD z pražského zastupitelstva ve volbách v říjnu 2018 i vypadnutím z Evropského parlamentu ve volbách v květnu 2019. Heslem strany tehdy bylo „Pro férovou Evropu“ a v kampani se zaměřovala na témata jako dvojí kvalita potravin, sazby mobilních operátorů nebo rozdílné platy. Lídrem kandidátky byl Pavel Poc. V těchto volbách získala ČSSD 3,95 % a nezískala tak ani jeden mandát (od března roku 2021 ČSSD v europarlamentu zastupuje europoslankyně Radka Maxová, původně zvolená za hnutí ANO). Tehdejší předseda Jan Hamáček po volbách uvedl: „Výsledek je tvrdá rána, to je fakt. Na analýzy příčin je asi brzy. Teď můžu asi říct, že jsme voliče nedokázali zaujmout tím správným tématem a jako vládní strana logicky nefungujeme jako protestní volba. Ta kampaň a hlavně ten výsledek dal jasnou zprávu, že ten restart sociální demokracie musí být silnější a jasnější.“

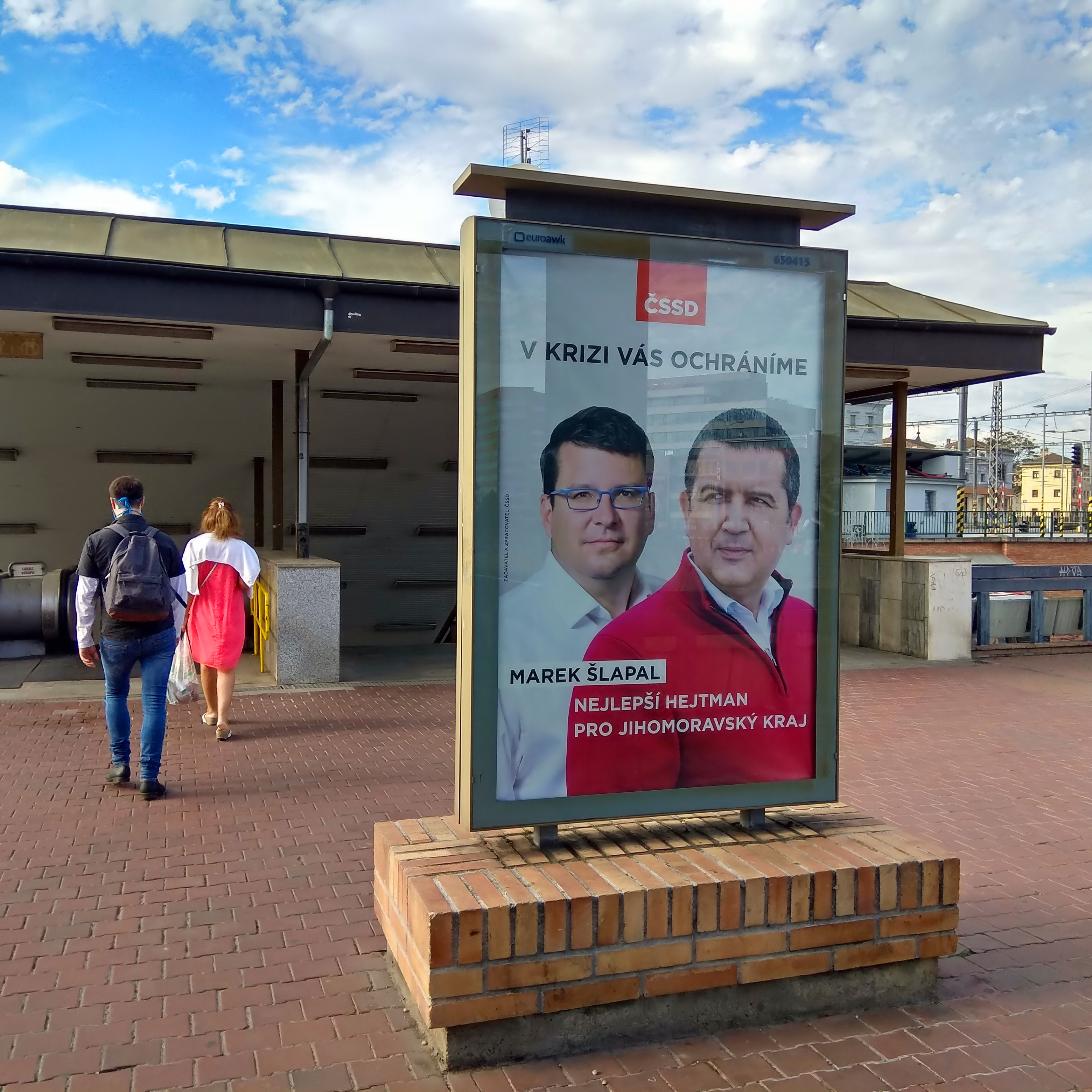
Kampaň ČSSD před krajskými volbami roku 2020

Epidemie covidu 19 v roce 2020 výrazně zvedla viditelnost předsedy strany a ministra vnitra Jana Hamáčka. Ten se stal předsedou Ústředního krizového štábu a spolu s Romanem Prymulou a premiérem Babišem se tak stal hlavní českou postavou boje proti první vlně pandemie. Během této etapy se stal dle průzkumů nejpopulárnějším českým politikem, symbolem se stala například jeho červená mikina, kterou začal nosit na tiskové konference vlády. Hamáčkovo vedení krizového štábu bylo chváleno i opozicí, která jinak vládu za způsob boje proti pandemii kritizovala, pochvalně se v tomto směru vyjádřil například předseda hnutí STAN Vít Rakušan.
Hamáčkovu popularitu se pokusila strana využít během podzimních krajských a senátních voleb, heslem strany se stalo „V krizi vás ochráníme“, volby však pro sociální demokracii nakonec opět skončily debaklem. ČSSD si ze svých pěti hejtmanských postů udržela jen jediný, a to post hejtmana Pardubického kraje Martina Netolického, který však kandidoval za širší koalici stran, ne jen za ČSSD. Strana se dostala do pouhých 8 z 13 krajských zastupitelstev a celostátně získala pouhých 4,93 % hlasů. V senátních volbách pak strana nezískala ani neobhájila jediný mandát, v Senátu jí tak zbyli jen tři senátoři, zanikl i sociálně demokratický senátorský klub. Symbolem debaklu strany se stal neúspěch nejdéle sloužícího českého senátora a někdejšího předsedy Senátu, Milana Štěcha, i fakt, že zbylí sociálně demokratičtí senátoři byli nuceni vstoupit do společného senátorského klubu s hnutím ANO, který byl nazván Proregion a následně přejmenován na Senátorský klub ANO a ČSSD.
Během roku 2021 začaly sílit hlasy uvnitř ČSSD volající po ukončení vládní spolupráce s hnutím ANO, zejména kvůli četným manažerským pochybením premiéra Babiše během koronavirové pandemie. Tato část sociálních demokratů vedená zejména tehdejším ministrem zahraničí Petříčkem však přišla o vliv po sjezdu ČSSD v dubnu 2021. Stejně tak uvažovaná varianta spolupráce se Stranou zelených před volbami v říjnu 2021 po tomto sjezdu padla. Po tomto sjezdu stranu opustily další významné tváře, například bývalý předseda strany a premiér Bohuslav Sobotka. Jan Hamáček se pokusil stranu dovést do Poslanecké sněmovny opuštěním liberálních (kulturních) témat a návratem ke konzervativnímu (materiálnímu) pojetí levice. ČSSD se pokusily před debaklem zachránit někdejší výrazné tváře, například bývalí premiéři Vladimír Špidla a Jiří Paroubek, bývalí ministři Milan Urban a Zdeněk Škromach, bývalý předseda Senátu Milan Štěch, či bývalý předseda Zelených Matěj Stropnický. Naopak prezident a bývalý předseda ČSSD Miloš Zeman podpořil hnutí ANO. Kampaň sociální demokracie byla postavena zejména na ministryni práce a sociálních věcí Janě Maláčové, do programu byla zanesena progresivní daň či zdaňování třetího a dalšího bytu. Heslem strany bylo „Aby nikdo neohrozil vaše životní jistoty. Proto je tu ČSSD“ a „Aby nebylo pozdě říkat, měli jsme volit ČSSD“.

### Prohrané volby do Poslanecké sněmovny 2021
Ve volbách do Poslanecké sněmovny Parlamentu České republiky nezískala ČSSD žádný mandát. Kvůli nízkému zisku hlasů (pouze 4,65 %) oznámil rezignaci předseda strany Jan Hamáček. Rezignaci podal 25. října na předsednictvu strany. Dosavadní předseda ČSSD a lídr kandidátky do poslaneckých voleb ve Středočeském kraji Jan Hamáček tak přivedl stranu, jejímž členem je od roku 2001, k historicky nejhoršímu volebnímu výsledku.
V ČSSD se okamžitě rozvířily debaty o dalším směřování strany, část sociálních demokratů doporučovala větší příklon k levici a spolupráci s KSČM (která rovněž vypadla ze sněmovny), část naopak toto odmítala a plánovala modernizaci a akcentaci témat moderní progresivní levice, jako je například ochrana klimatu. Bývalý ministr zahraničí Tomáš Petříček varoval před příklonem k národnímu socialismu.
V prosinci 2021 se v reakci na katastrofální výsledek strany ve volbách konal mimořádný sjezd, kde byl novým předsedou ČSSD zvolen starosta Nového Města na Moravě Michal Šmarda, který tak porazil ministryni práce a sociálních věcí Janu Maláčovou. Prvním místopředsedou byl zvolen místostarosta Bohumína Igor Bruzl.
Po senátních volbách v roce 2022 zůstala ČSSD parlamentní stranou pouze díky senátorovi Petru Víchovi, když o dva ze tří mandátů v Senátu přišla, přičemž sám Vícha mandát neobhajoval. Po komunálních volbách 2022 strana přišla o přibližně polovinu z původních dvou tisíc zastupitelů.
Před prvním kolem prezidentských voleb v roce 2023 strana podporovala Josefa Středulu, který však ještě před volbami odstoupil z kandidatury. V druhém kole strana podpořila zvoleného prezidenta Petra Pavla.

### Změna názvu na Sociální demokracii (2023)
Na plzeňském sjezdu strany delegáti 10. června 2023 rozhodli podpořit návrh týmu předsedy Michala Šmardy na změnu názvu strany na Sociální demokracie, a zkratku SOCDEM. Opustili tak název Česká strana sociálně demokratická, existující v letech 1993–2023. Předsedou byl znovuzvolen Michal Šmarda. Ještě tentýž měsíc ale nechala předsedkyně strany Česká Suverenita Jana Volfová zaregistrovat zkratku ČSSD pro svou vlastní stranu, kterou přejmenovala na ČSSD – Česká suverenita sociální demokracie. Jejím předsedou se poté v únoru 2024 stal bývalý předseda strany Jiří Paroubek. Předseda SOCDEM Michal Šmarda uvedl, že se proti postupu Volfové bude bránit právní cestou. 

### Volby do Evropského parlamentu (2024)
Lídrem Sociální demokracie do voleb do Evropského parlamentu v roce 2024 se v prosinci 2023 stal bývalý ministr zahraničních věcí a kultury a dlouholetý matador strany Lubomír Zaorálek. Na prvních pěti místech kandidátní listiny figurovaly čtyři ženy – místopředsedkyně strany Daniela Ostrá, předsedkyně Rady seniorů ČR Lenka Desatová, ředitelka Krajské hygienické stanice Jihočeského kraje Květoslava Kotrbová a analytička státní a evropské politiky životního prostředí Klára Školníková. Strana se rovněž dohodla na spolupráci s levicovým hnutím Budoucnost, kterou na kandidátce zastupovali např. již zmiňovaná Klára Školníková či Jakub Kovařík. Mezi kandidujícími se objevily také známé tváře minulosti strany, jako např. bývalý premiér a evropský komisař Vladimír Špidla, bývalý prezidentský kandidát a senátor Jiří Dienstbier či někdejší ministryně práce a sociálních věcí Michaela Marksová. Na kandidátce byli poměrně hojně zastoupeni také mladí lidé. Ve volbách strana nezískala žádný mandát.

### Volby do zastupitelstev krajů a nové předsednictvo (2024)

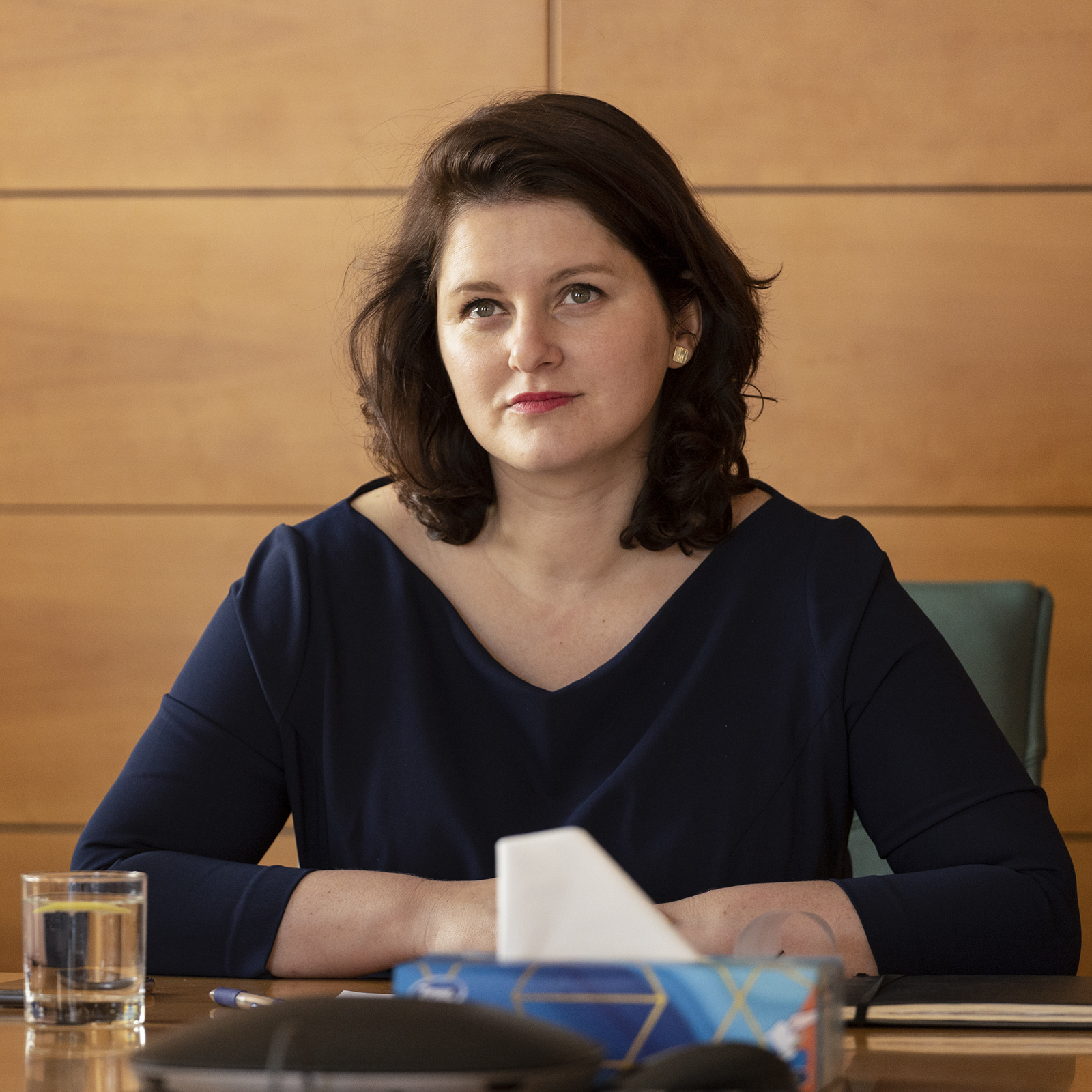
Jana Maláčová, předsedkyně strany od roku 2024

Volby do zastupitelstev krajů v září 2024 nedopadly pro Sociální demokracii nejlépe. Celkově strana ztratila 44 mandátů a získala jich 24. Hejtman Pardubického kraje Martin Netolický zůstal hejtmanem i po volbách. V kraji byla podepsána koaliční smlouva. Předseda strany Michal Šmarda se po volbách rozhodl znovu nekandidovat na post předsedy. O jeho post se rozhodl kandidovat bývalý senátor a poslanec Jiří Dienstbier, bývalá poslankyně a ministryně práce a sociálních věcí Jana Maláčová a neúspěšný kandidát na senátora Petr Hůla. S celkovým počtem 101 ze 152 hlasů s přehledem zvítězila v říjnu 2024 Jana Maláčová. Statutárním předsedou byl zvolen Lubomír Zaorálek, řadovými místopředsedy Radek Scherfer, Jiří Nedvěd a Jiří Oliva.

### Volby do Poslanecké sněmovny 2025
Po zvolení nové předsedkyně strany a nového stranického grémia se začalo řešit, s kým bude strana kandidovat do voleb do Poslanecké sněmovny v roce 2025. Probíhala jednání s hnutím Stačilo!, která byla ukončena v únoru 2025. Důvody, které uvedla předsedkyně Jana Maláčová, byly hlavně neshody na důležitých bodech programu. Strana dále jednala o možné koalici, například s hnutím Přísaha, které vede senátor a bývalý policista Robert Šlachta.
Dne 22. března 2025 strana uspořádala programovou konferenci. Odhalila sedm programových cílů, mezi něž například patří vrácení věkové hranice pro odchod do důchodu na 65 let.
Dne 2. června 2025 předsedkyně strany Jana Maláčová společně se svými místopředsedy Lubomírem Zaorálkem a Jiřím Nedvědem, předsedou Mladých sociálních demokratů Luďkem Svobodou oznámila, že strana do následujících voleb půjde samostatně. Předtím rovněž probíhala jednání s hnutím ANO. Maláčová ale nevyloučila spolupráci s hnutím Přísaha. V červnu 2025 uvedl server Seznam Zprávy, že strana delegovala své krajské organizace pouze zasláním abecedních seznamů kandidátů, jejichž pořadí na kandidátních listinách v krajích bude určovat až samotné vedení strany. Toto rozhodnutí někteří straníci kritizovali.
Dne 25. června 2025 na sociálních sítích uvedla, že SOCDEM je ochotna nasadit své kandidáty na kandidátku hnutí Stačilo!. Po tomto následném rozhodnutí SOCDEM opustili někteří významní členové, mj. bývalý senátor Jiří Dienstbier mladší, jediný senátor za stranu Petr Vícha, hejtman Pardubického kraje Martin Netolický, bývalý poslanec Evropského parlamentu Miroslav Poche či bývalý poslanec Václav Votava. K dohodě o společné kandidatuře s hnutím Stačilo! došlo 17. července téhož roku. V reakci nato opustil stranu i bývalý předseda Michal Šmarda. Celkem stranu opustila třetina členů.

## Dělení a slučování strany

#### Dělení
- Socialistická strana československého lidu pracujícího – odchod části členů do nové strany roku 1919[zdroj?]
- Československá sociálně demokratická strana dělnická v republice Rakouské – oddělení zemských organizací strany na území Rakouska v roce 1919.[zdroj?]
- Komunistická strana Československa – odchod velké části členů roku 1921 po neúspěšném pokusu o násilné převzetí strany a státní převrat
- Asociace sociálních demokratů – odchod skupiny členů okolo Rudolfa Battěka roku 1991.[69] Tato strana pak byla koncipována jako alternativní sociálnědemokratická strana, nezískala však výraznější vliv
- České sociálně demokratické hnutí – vznik v září 1999 odchodem skupiny nacionalisticky založených sociálních demokratů, později se toto hnutí jmenovalo České hnutí za národní jednotu a Konzervativní alternativa. Hnutí bylo rozpuštěno v roce 2023.[70]
- Strana Práv Občanů ZEMANOVCI – odchod příznivců někdejšího předsedy strany Miloše Zemana do nově založené strany v roce 2010. Strana se rozpustila v roce 2022.[71]
- Národní socialisté – levice 21. století – odchod skupiny kolem Jiřího Paroubka v roce 2011. Strana se rozpustila v roce 2022.[72]
- Idealisté.cz – odchod části členů Mladých sociálních demokratů pro nesouhlas s politikou ČSSD do samostatného spolku, který s ČSSD zprvu částečně spolupracoval, v roce 2020 se spolek transformoval na progresivní liberální politické hnutí Idealisté a s ČSSD spolupráci ukončil.[zdroj?]
- Změna 2020 – odchod někdejšího prvního místopředsedy strany a jihočeského hejtmana Jiřího Zimoly a jeho příznivců v roce 2020.[zdroj?]
- Za Občany – odchod někdejšího senátora Miroslava Antla v roce 2020. Hnutí se rozpustilo v roce 2021.[73]

#### Sloučení do sociální demokracie
- Slovenská sociálnodemokratická strana Uhorska – sloučení 1918[zdroj?]
- Neodvislá radikální sociálně demokratická strana – sloučení 1924[zdroj?]
- Maďarsko-německá sociálně demokratická strana – sloučení 1927[zdroj?]
- Komunistická strana Československa (leninovci) – sloučení 1930[zdroj?]
- Strana přátel piva – původně strana recese, roku 1998 se sloučila s ČSSD a někteří ze členů, kteří se sloučením nesouhlasili, dnes ve svých aktivitách pokračují dále jako Sdružení přátel piva[zdroj?]

#### Sloučení sociální demokracie do jiných stran
- V roce 1938 po skončení vlády liberální demokracie se sociálně demokratická strana sloučila s dalšími levicovými stranami do Národní strany práce (tato strana byla v následujícím roce rozpuštěna nacisty)
- Po komunistickém převratu v roce 1948 byla ČSSD protiprávně sloučena s Komunistickou stranou Československa, tento stav trval až do roku 1989

## Stranické frakce
V ČSSD existovaly některé platformy zaměřené na konkrétní politickou agendu:
- Křesťansko-sociální platforma ČSSD[74]
- Zvonečník – ekologická platforma ČSSD[75]

Dále však byly v ČSSD vyhlášeny i uskupení více podobné běžným názorovým frakcím, z nichž žádné není v současné době příliš aktivní:
- Socialistická frakce ČSSD[76]
- Evropská levicová platforma ČSSD[77]
- Levicová platforma Doleva![78]
- Zachraňme ČSSD! (aktivní v letech 2017-2018)

Kromě oficiálních frakcí a platforem bylo možné v ČSSD rozeznat minimálně dvě názorová křídla: liberální a konzervativní. Liberální proud se projevuje mj. vyšší citlivostí k ochraně občanských a politických práv, ochraně životního prostředí, problematice menšin a veřejné kontroly politiků. Mezi nejvýraznější představitele liberálního proudu patřil Vladimír Špidla, později pak Lubomír Zaorálek, Jiří Dienstbier, bývalý předseda strany Bohuslav Sobotka, bývalý ministr zahraničí Tomáš Petříček, pardubický hejtman Martin Netolický nebo bývalý předseda strany Michal Šmarda. Konzervativní proud v ČSSD dával přednost jednostranné podpoře zaměstnanosti a sociálních práv před ostatními občanskými a politickými právy. Mezi jeho nejvýraznější představitele byl započítáván Zdeněk Škromach, Michal Hašek, Jiří Zimola, nebo později Jan Hamáček a Jana Maláčová. V prezidentských volbách 2013 liberální křídlo podporovalo Jiřího Dienstbiera, zatímco konzervativní křídlo podpořilo Miloše Zemana, a to často včetně prvního kola volby (tedy proti oficiálnímu kandidátovi ČSSD). Podobná situace se opakovala v prezidentských volbách 2018, kdy předseda Senátu ČR Milan Štěch, několik sociálnědemokratických hejtmanů či Bohuslav Sobotka podpořili Jiřího Drahoše, pozdější předseda ČSSD Jan Hamáček a další podpořili Miloše Zemana, oficiálně však tehdy značně rozštěpená ČSSD nepodpořila žádného z kandidátů.
Během účasti strany na druhé vládě Andreje Babiše velká část někdejších výrazných tváří ČSSD opustila, novým štěpícím faktorem pak bylo právě podílení se na vládě s hnutím ANO. Po sjezdu na jaře 2021 stranu ovládlo konzervativní křídlo, pod jehož vedením ČSSD v následujících volbách neuspěla, na mimořádném sjezdu v prosinci 2021 tak vedení strany naopak ovládlo liberálnější křídlo strany.

## Preference
Během Horákova vedení byly preference ČSSD nevýrazné, po nástupu Miloše Zemana na post předsedy se však začala podpora navyšovat. Ta pak slábla během opoziční smlouvy, vyšplhala se znovu roku 2002. Pár měsíců po vzniku Špidlovy vlády však sociální demokracii začala podpora prudce klesat, kolem 12 % a i KSČM měla více hlasů. V eurovolbách 2004 se podpora snížila na 9 %.
Během Grossova vedení se zpočátku preference zvýšily, jeho aféra však důvěru znovu podlomila. Po nástupu Paroubka se preference zlepšily a kolem roku 2008 měla ČSSD až 40 % podporu, podpora se snížila během pádu Topolánkovy vlády. Za vlády Petra Nečase jakožto opoziční strana znovu sílila, v předčasných volbách ale oproti průzkumům dostala jen 20 %. Podle některých průzkumů by dostala v listopadu 2014 pouze 16 procent. Na prvním místě se naposledy objevila v průzkumech z roku 2016, kdy měla podporu kolem 20 %.
Dle průzkumu Trendy Česka, který pro ČT v březnu 2017 připravila společnost TNS Kantar se ČSSD propadla na 12,5 %. Výrazný propad zaznamenala sociální demokracie v několika posledních dnech až týdnech před parlamentními volbami v roce 2017, kdy stranu kauza lithium připravila o několik procent a z předpovídaných deseti až jedenácti procent se propadla na 7 procent ve volbách. V prvním průzkumu po volbách se sociální demokracie přiblížila pětiprocentní hranici, získala pouhých 5,5 %, v další průzkumech pak zesílila. V prosinci 2017 průzkumy sociální demokracii věštily 10 procent, v lednu 2018 již opět 12,5 procenta.
Preference ČSSD se od roku 2018 v některých průzkumech poprvé dostávaly pod 5 %. Na jaře 2021 klesla strana v preferencích na historické minimum – 3 %, kde se strana od té doby přibližně pohybovala. K preferencím k volbám do PSP ČR v roce 2025 se strana běžně pohybuje mezi 3–5 %.

## Politické grémium
Dne 5. října 2024 bylo na 46. sjezdu v Hradci Králové zvoleno nejužší vedení strany.
Předsednictvo strany
- předsedkyně: Jana Maláčová
- statutární místopředseda: Lubomír Zaorálek
- místopředseda: Radek Scherfer
- místopředseda: Jiří Nedvěd
- místopředseda: Jiří Oliva
- předseda Ústřední kontrolní komise: Ondřej Veselý

## Významné osobnosti strany

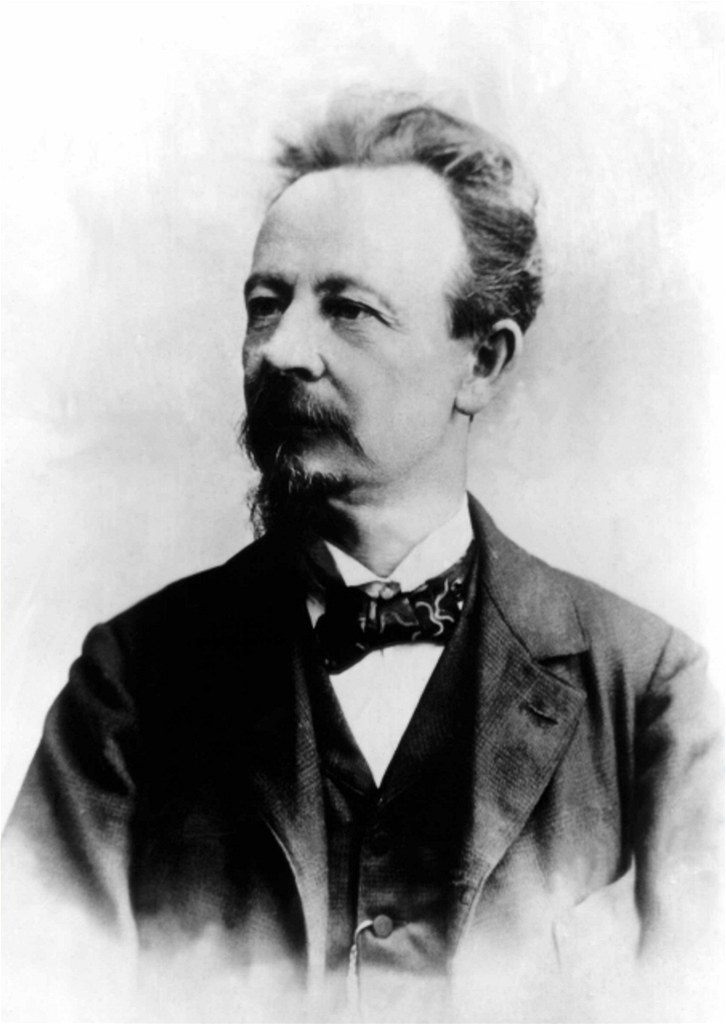
Ladislav Zápotocký

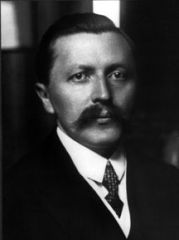
Vlastimil Tusar, první český sociálnědemokratický premiér

- Josef Boleslav Pecka – zakladatel a první předseda strany
- Josef Hybeš – spoluzakladatel
- Ladislav Zápotocký-Budečský – spoluzakladatel
- Ferdinand Schwarz – spoluzakladatel
- Josef Steiner
- Antonín Němec – předseda po osamostatnění
- Karla Máchová-Kostelecká – bojovnice za politická práva žen
- Charlotta Garrigue Masaryková – manželka T. G. Masaryka, první dáma ČSR[85]
- Bohumír Šmeral – předseda strany (1916–1917)
- Vlastimil Tusar – sociálně demokratický předseda vlády (1919–1920)
- Antonín Hampl – předseda strany od 1924
- Zdeněk Fierlinger – předseda strany (1945–1947) a předseda vlády (1945–1946)
- Bohumil Laušman – předseda strany (1947–1948)
- Václav Majer – 2. exilový předseda (1948–1972)
- Jiří Horák – první porevoluční předseda obnovené strany (1990–1993)
- Miloš Zeman – předseda strany (1993–2001), premiér (1998–2002), prezident republiky (2013–2023)
- Petra Buzková – místopředsedkyně Poslanecké sněmovny a ministryně školství
- Pavel Rychetský – někdejší ministr spravedlnosti, bývalý předseda Ústavního soudu

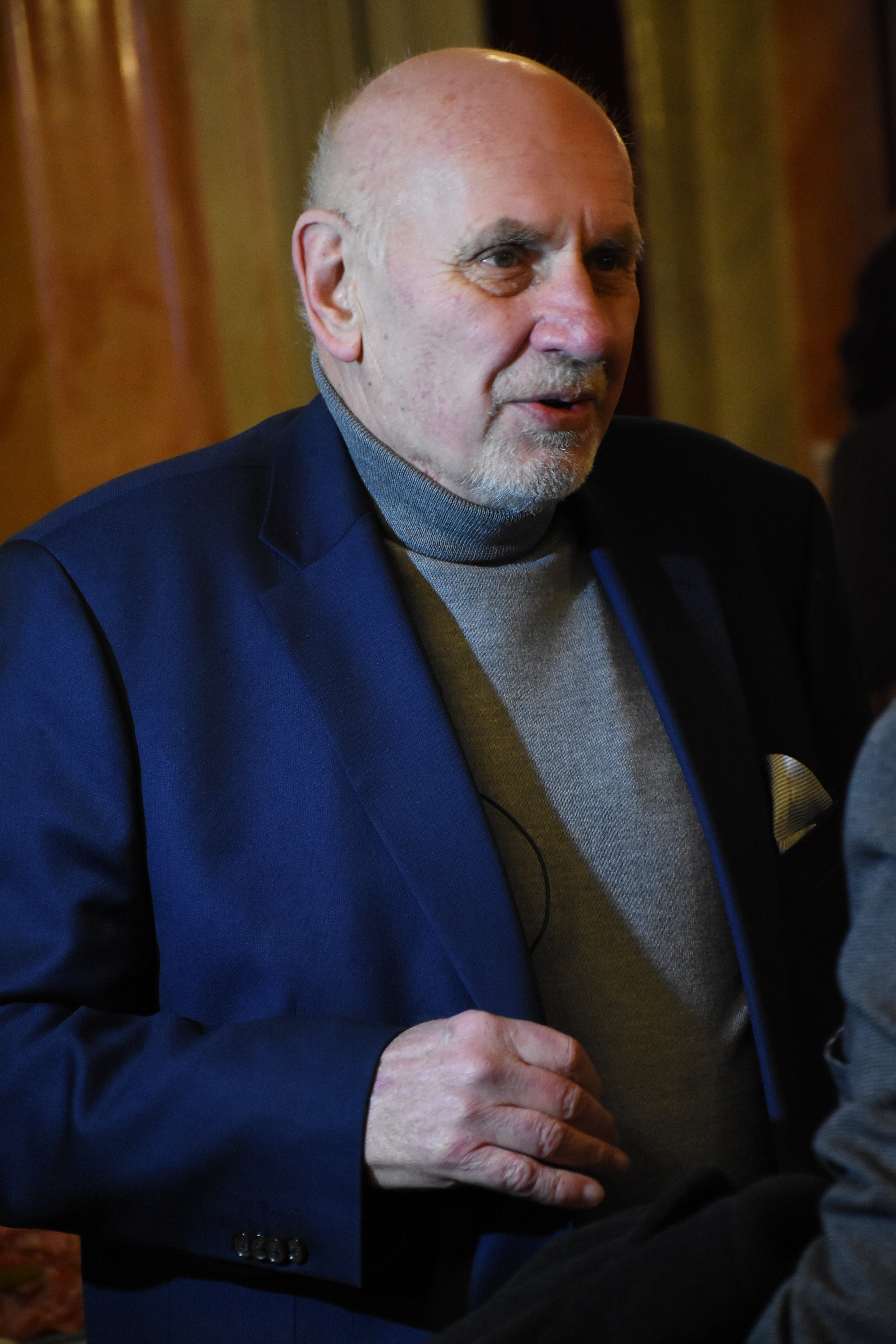
Pavel Rychetský

- Vladimír Špidla – předseda strany (2001–2004), premiér (2002–2004)
- Stanislav Gross – předseda strany a premiér (2004–2005)
- Bohuslav Sobotka – statutární místopředseda (2005–2011), předseda strany (2011–2017), premiér (2014–2017)
- Jiří Paroubek – premiér (2005–2006), předseda strany (2006–2010)
- Erazim Kohák – filozof a publicista
- Jiří Dienstbier – politik, někdejší kandidát na prezidenta a ministr pro lidská práva
- Milan Štěch – někdejší předseda Senátu
- Jan Hamáček – předseda strany (2018–2021), ministr vnitra a předseda krizového štábu v době pandemie koronaviru
- Michal Šmarda – předseda strany (2021–2024)
- Jana Maláčová – předsedkyně strany (od roku 2024), někdejší ministryně práce a sociálních věcí
- Lubomír Zaorálek – statutární místopředseda (od roku 2024), někdejší ministr zahraničí a ministr kultury

## Ekonomická orientace strany
Sociální demokracie se nachází na levé části politického spektra, prosazuje sociálně tržní hospodářství. Ekonomicky staví na myšlenkách keynesiánství.[zdroj?]
Sociální demokracie navrhuje zavedení zvláštní bankovní daně, která umožní část bankovních zisků udržet v českém státním rozpočtu. Podle Bohuslava Sobotky je Česko „daňovým rájem“ pro zahraniční banky a mezi roky 2000 a 2017 „odplynulo ve formě dividend z bank do zahraničí 460 miliard korun“.

## Kritika

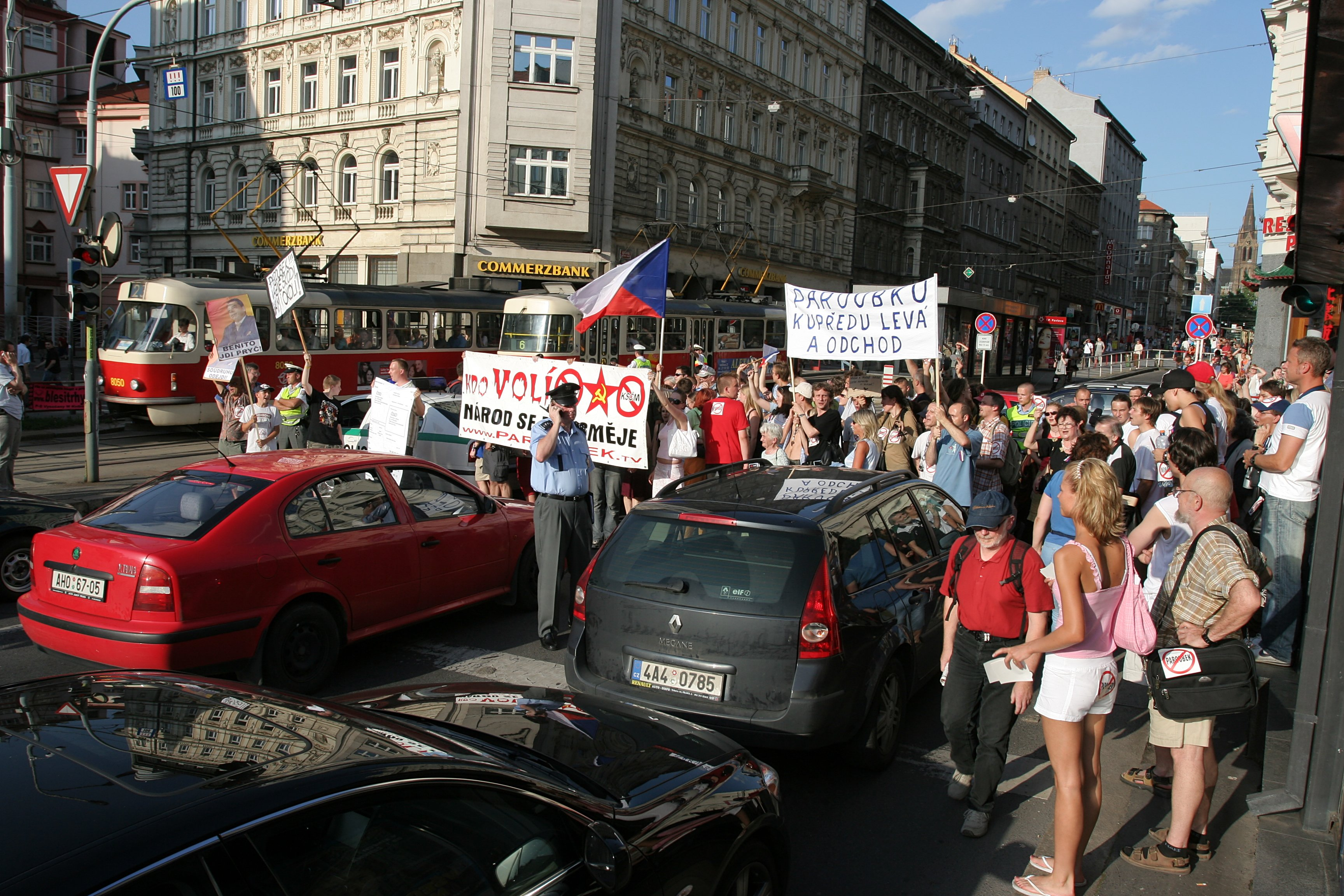
Protest proti Jiřímu Paroubkovi

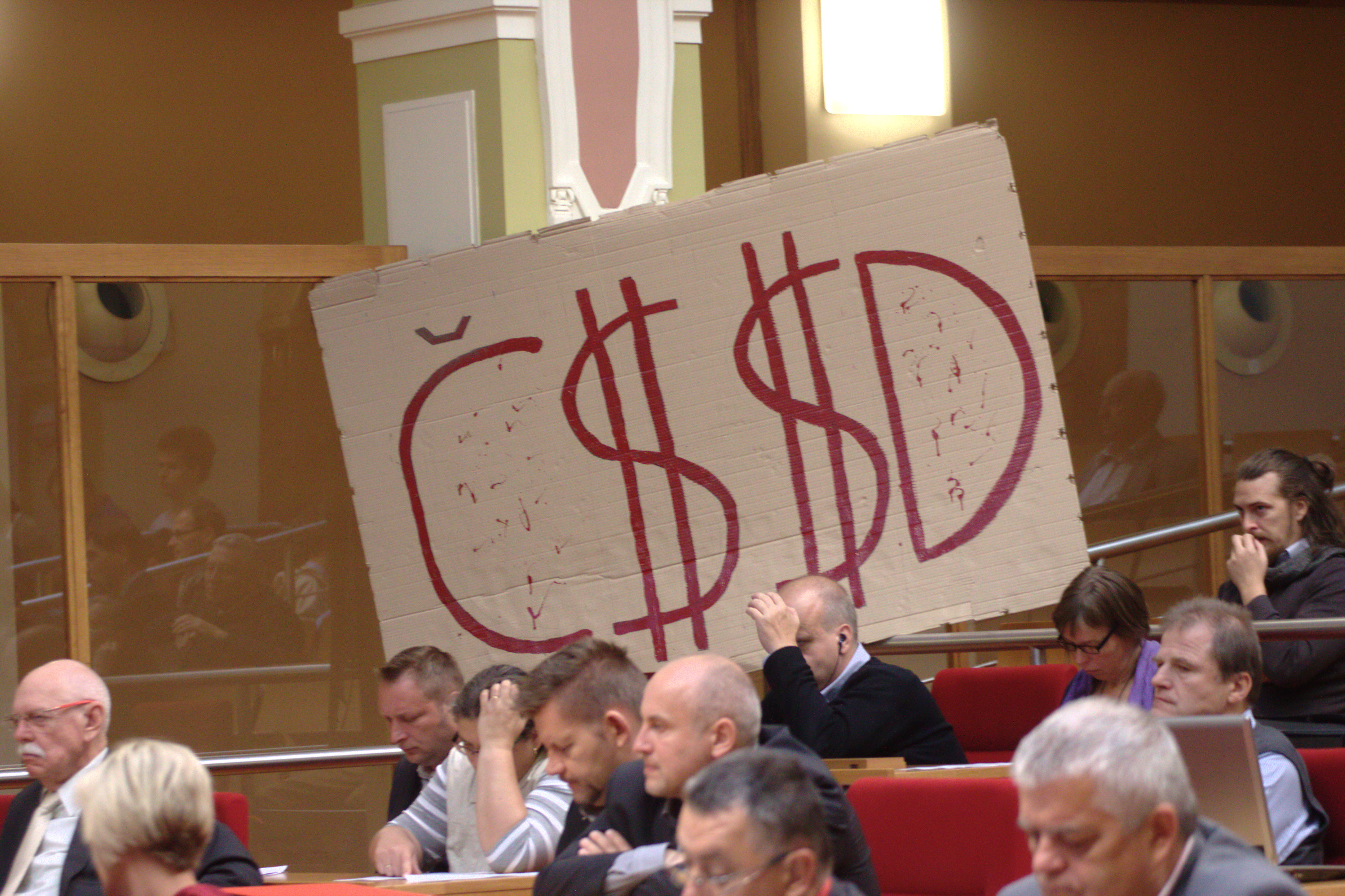
Protest proti vzniku koalice ODS a ČSSD na pražském magistrátě v roce 2010

V době, kdy stranu vedl Miloš Zeman, byla kritizována za napojení některých svých významných členů na podsvětí, například přímo na tehdejšího bosse českého podsvětí Františka Mrázka.

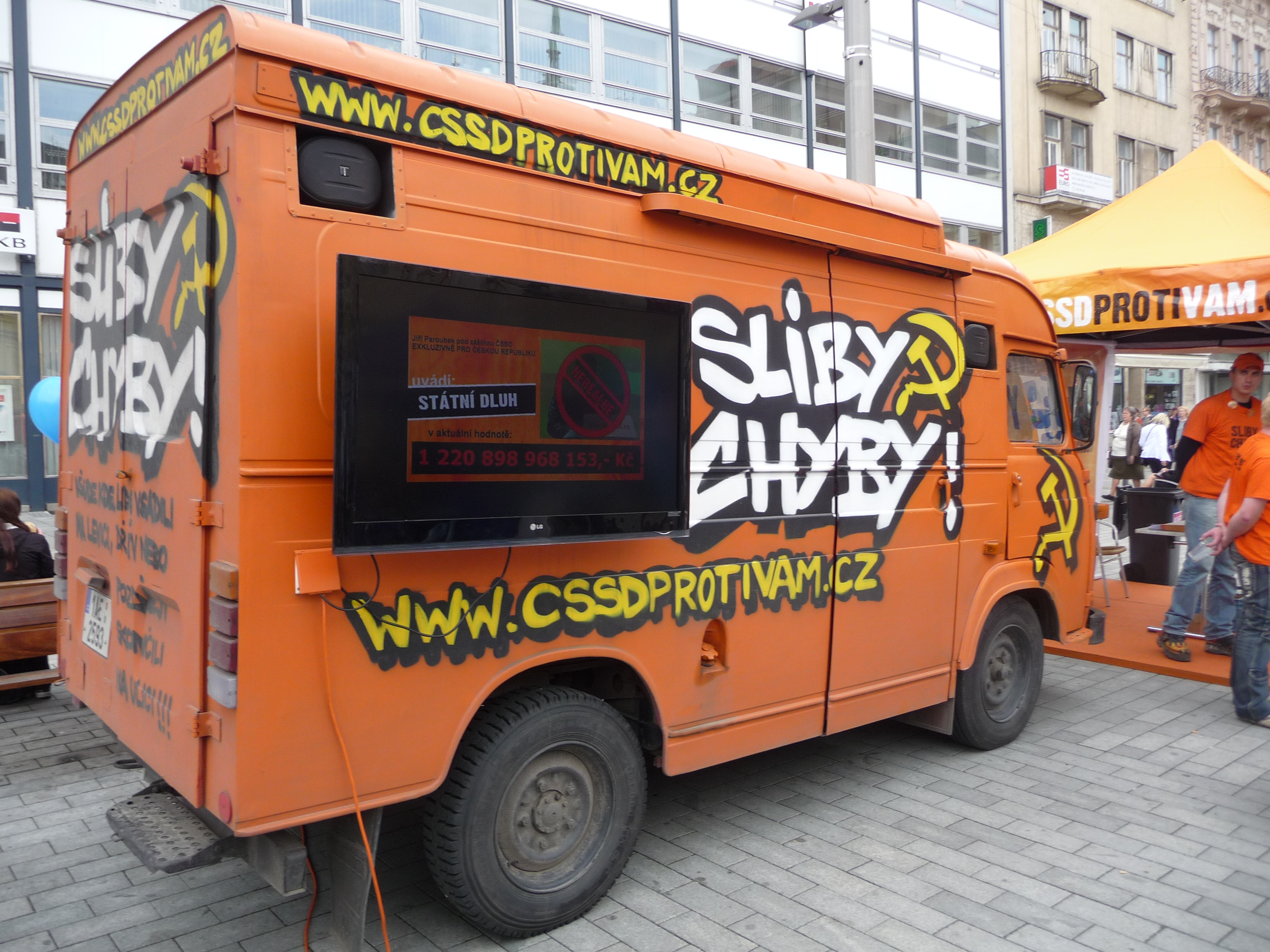
Kampaň proti ČSSD

ČSSD byla často kritizována pravicovou veřejností a politiky za svoji, ač nepřímou, spolupráci s komunisty při prosazování některých zákonů v roce 2006. Spolupráci s KSČM straně teoreticky zakazuje tzv. Bohumínské usnesení. Příznivci Sociální demokracie namítají, že komunisté jsou naopak jedinou silou, která je schopná a ochotná podpořit levicové návrhy strany.
Před volbami v roce 2006 byla ČSSD politiky ODS obviněna ze zneužívání policie k politickým cílům. Jako důkaz měla sloužit tzv. Kubiceho zpráva, ovšem nic z jejího obsahu se dosud nepotvrdilo. Naopak po volbách 2006, kdy zvítězila ODS, ČSSD obvinila ODS z nelegální kampaně, právě na základě údajně nesprávného zacházení s utajovanými materiály, které vedlo k úniku tzv. Kubiceho zprávy na veřejnost.[zdroj?]
Předmětem kritiky byla rovněž spolupráce ČSSD s ODS ve druhé polovině 90. let a poté v dalších letech v některých krajích a v letech 2010–2011 i na pražském magistrátu. Tyto koalice vznikaly navzdory zásadním programovým rozdílům a předvolebnímu vymezování.
Někteří straníci byli především v éře Miloše Zemana, ale i v pozdějších letech kritizováni kvůli kontaktům s kontroverzními ruskými podnikateli a oligarchy, nebo s někdejšími funkcionáři KSČ a SSM. Předmětem kritiky je rovněž občasná spolupráce s politiky nacionalistickými, například před krajskými volbami v roce 2020 v Ústeckém kraji.
Před sněmovními volbami roku 2017 rozvířilo hnutí ANO takzvanou "kauzu lithium", v rámci které ČSSD obviňovalo, že chce prodat lithium, nacházející se v Krušných horách australské firmě. Jako důkaz předkládalo memorandum, které podepsal tehdejší ministr průmyslu a obchodu za ČSSD Jiří Havlíček. Na volebních materiálech hnutí ANO se doslova objevovalo sdělení ,,Nenechám ČSSD ukrást lithium, stejně jako OKD." Vedení ČSSD toto obvinění odmítlo, za účelovou kauzu byla tato aféra označována i řadou politologů a odborníků na těžbu. Medializace této kauzy ČSSD pravděpodobně připravila o přibližně 5 % ve volbách a výrazně pomohla hnutí ANO k výraznému vítězství.[zdroj?]

## Vývoj názvu
- Sociálně-demokratická strana českoslovanská v Rakousku (1878–1893, součást rakouské sociální demokracie)
- Českoslovanská sociálně demokratická strana dělnická (1893–1918, takticky a organizačně samostatná strana)
- Československá sociálně demokratická strana dělnická (1918–1938)
- 1938–1939 – Sociální demokracie sloučena do Národní strany práce, jednotné levicové strany sociálních demokratů a národních socialistů
- Československá sociální demokracie (1945–1948)
- 1948–1989 – Sociální demokracie sloučena s KSČ, paralelně v zahraničí fungovala také exilová strana s centrálou v Londýně
- Československá sociální demokracie (1990–1993)
- Česká strana sociálně demokratická (1993–2023)[p 2]
- Sociální demokracie (od června 2023)[91]

## Loga strany

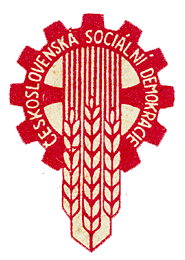
Logo v letech 1945–1948 a opět 1989–1992
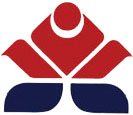
Logo v letech 1992–1998
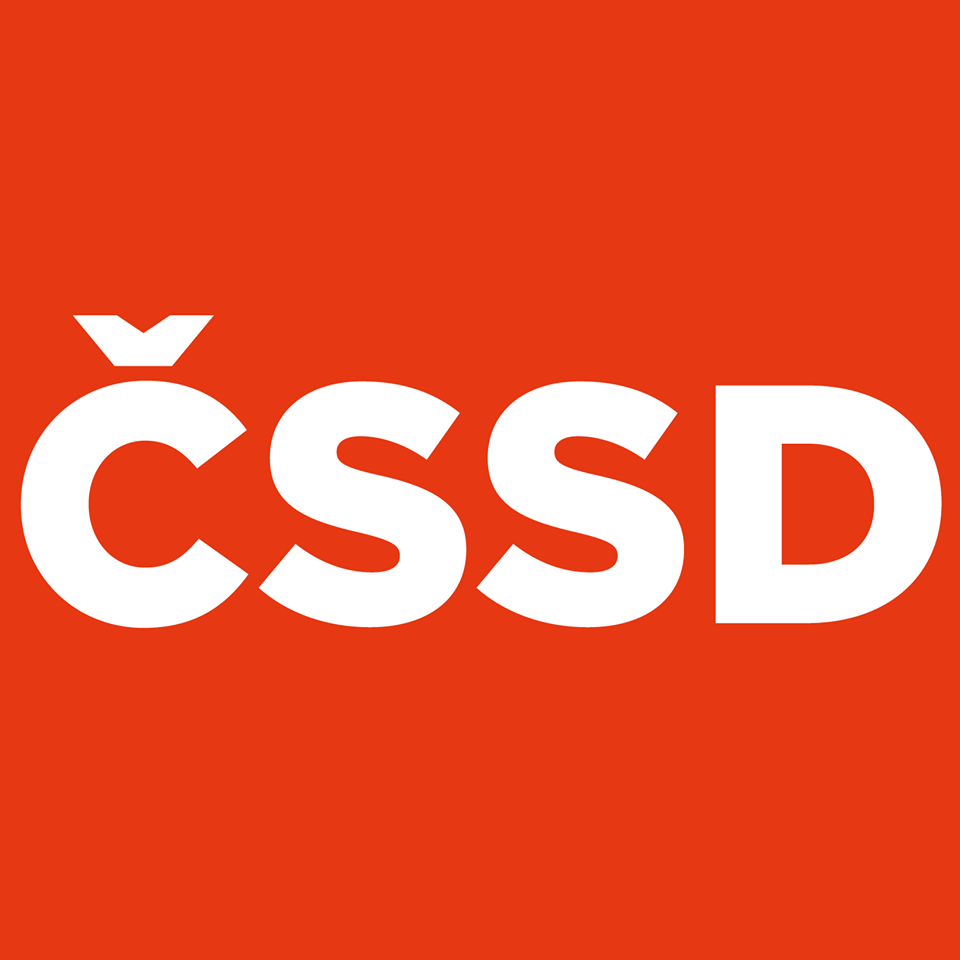
Volební logo do voleb 2020
Volební logo do voleb 2021
Logo v letech 2021–2023
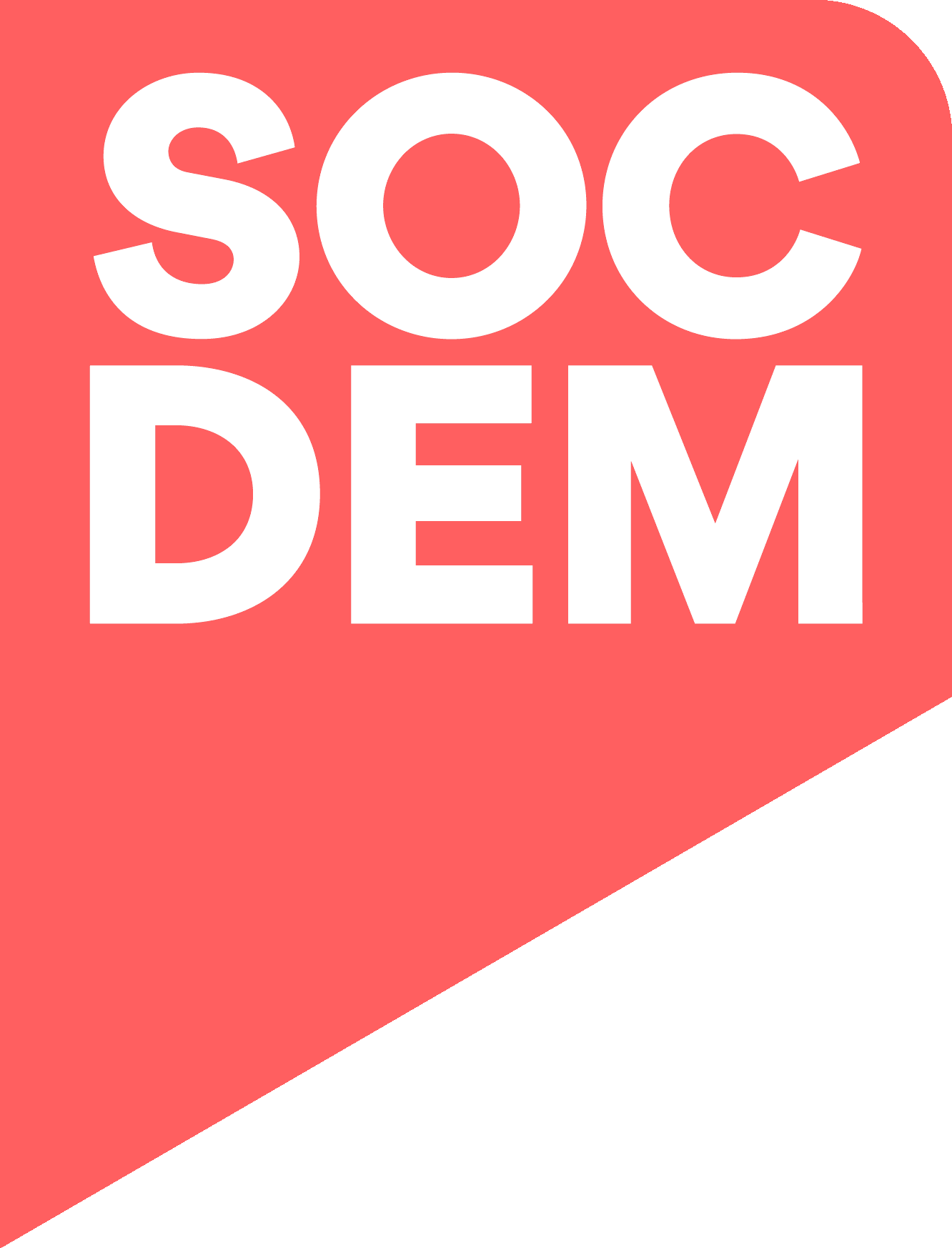
Logo od roku 2023

## Volební výsledky strany

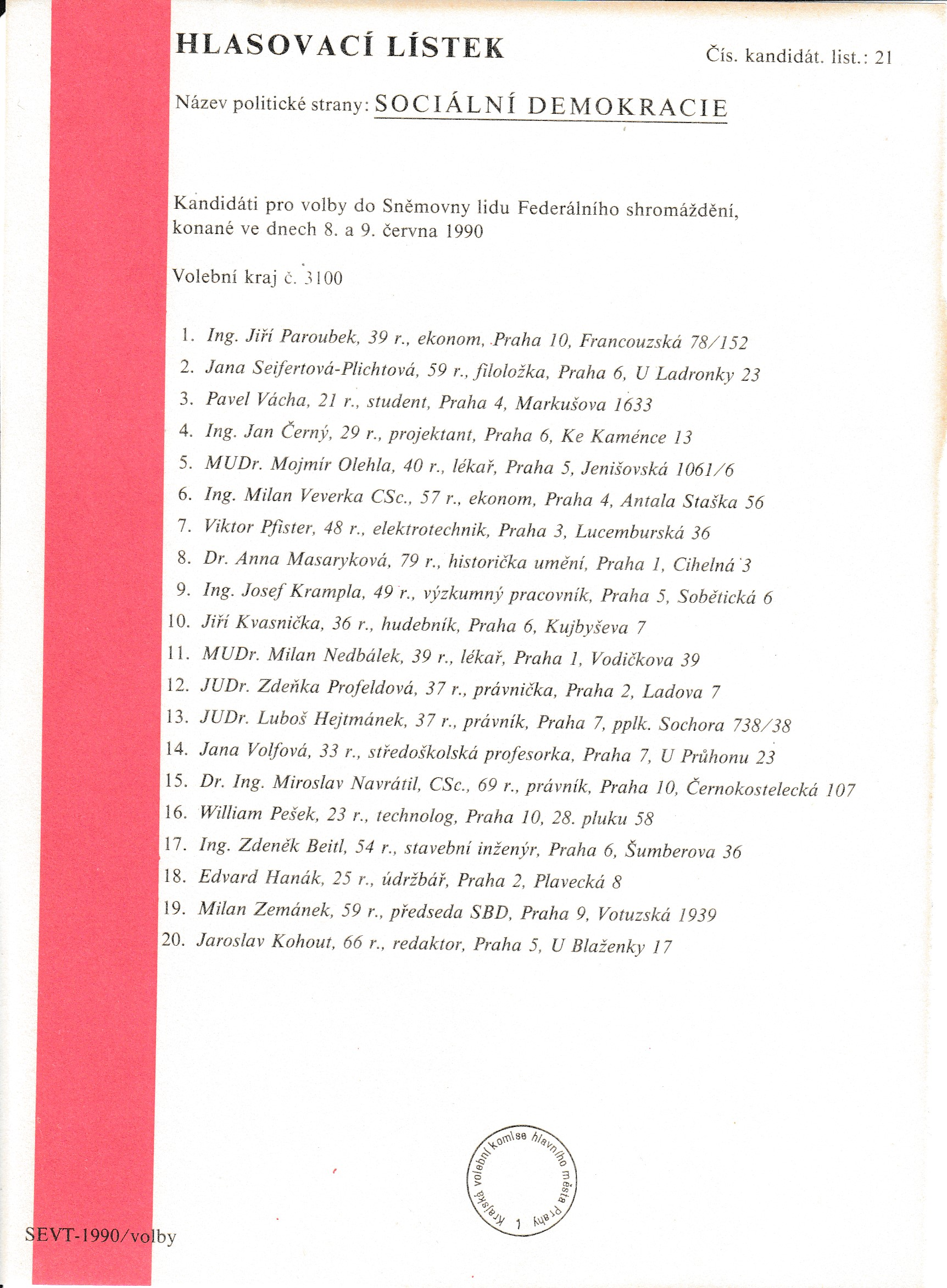
Hlasovací lístek ČSSD pro Sněmovnu lidu r. 1990 v Praze

### Volby v Předlitavsku

#### Říšská rada
| Volby | Hlasy        | Hlasy        | Mandáty | Mandáty | Pozice |
| Volby | Počet        | %            | Počet   | ±       | Pozice |
| ----- | ------------ | ------------ | ------- | ------- | ------ |
| 1897  | Součást SDAP | Součást SDAP | 3/425   | ▲3      |        |
| 1901  | Součást SDAP | Součást SDAP | 2/425   | ▼1      |        |
| 1907  | 389 960      | 8,5          | 22/516  | ▲20     | ▲6.    |
| 1911  | 357 234      | 7,9          | 25/516  | ▲3      | ▲4.    |

#### Český zemský sněm
Pozice určena dle počtu získaných hlasů.
| Volby | Hlasy  | Hlasy | Mandáty | Mandáty | Pozice |
| Volby | Počet  | %     | Počet   | ±       | Pozice |
| ----- | ------ | ----- | ------- | ------- | ------ |
| 1895  | 939    | 1,1   | 0/242   | ▬0      | ▲8.    |
| 1901  | 11 388 | 4,7   | 0/242   | ▬0      | ▲6.    |
| 1908  | 39 443 | 9,8   | 0/242   | ▬0      | ▲3.    |

### Volby v Československu

#### Volby do parlamentu Československa
| Volby                              | Hlasy      | Hlasy      | Mandáty | Mandáty | Pozice | Postavení |
| Volby                              | Počet      | %          | Počet   | ±       | Pozice | Postavení |
| ---------------------------------- | ---------- | ---------- | ------- | ------- | ------ | --------- |
| 1920                               | 1 590 520  | 25,7       | 74/281  | ▲74     | ▲1.    | Vláda     |
| 1925                               | 630 894    | 8,9        | 29/300  | ▼45     | ▼4.    | Opozice   |
| 1929                               | 963 462    | 13,0       | 39/300  | ▲10     | ▲2.    | Vláda     |
| 1935                               | 1 032 773  | 12,5       | 38/300  | ▼1      | ▼3.    | Vláda     |
| 1946                               | 855 538    | 12,1       | 37/300  | ▼1      | ▼5.    | Vláda     |
| 1948                               | Součást NF | Součást NF | 23/300  | ▼14     | ▲3.    | Vláda     |
| V letech 1948–1990 sloučena do KSČ |            |            |         |         |        |           |
| 1990                               | 342 455    | 3,2        | 0/150   | ▬0      | ▲9.    | –         |
| 1992                               | 648 125    | 6,8        | 10/150  | ▲10     | ▲4.    | Opozice   |

#### Zemské volby

##### Zastupitelstvo /ZNVzemě České
| Volby | Hlasy   | Hlasy | Mandáty | Mandáty | Pozice |
| Volby | Počet   | %     | Počet   | ±       | Pozice |
| ----- | ------- | ----- | ------- | ------- | ------ |
| 1928  | 420 298 | 12,0  | 15/120  | ▲15     | ▲3.    |
| 1935  | 506 642 | 12,7  | 17/120  | ▲2      | ▬3.    |
| 1946  | 533 351 | 15,0  | 18/120  | ▲1      | ▼4.    |

##### Zastupitelstvo /ZNVzemě Moravskoslezské
| Volby | Hlasy   | Hlasy | Mandáty | Mandáty | Pozice |
| Volby | Počet   | %     | Počet   | ±       | Pozice |
| ----- | ------- | ----- | ------- | ------- | ------ |
| 1928  | 206 229 | 12,6  | 9/60    | ▲9      | ▲3.    |
| 1935  | 243 415 | 12,9  | 9/60    | ▬0      | ▲2.    |
| 1946  | 322 397 | 16,7  | 13/80   | ▲4      | ▼4.    |

##### Zastupitelstvo země Podkarpatoruské
| Volby | Hlasy  | Hlasy | Mandáty | Mandáty | Pozice |
| Volby | Počet  | %     | Počet   | ±       | Pozice |
| ----- | ------ | ----- | ------- | ------- | ------ |
| 1928  | 6 412  | 2,6   | 0/12    | ▬0      | ▲12.   |
| 1935  | 15 406 | 5,2   | 1/12    | ▲1      | ▲7.    |

##### Zastupitelstvo země Slovenské
| Volby | Hlasy   | Hlasy | Mandáty | Mandáty | Pozice |
| Volby | Počet   | %     | Počet   | ±       | Pozice |
| ----- | ------- | ----- | ------- | ------- | ------ |
| 1928  | 96 901  | 7,5   | 4/54    | ▲4      | ▲4.    |
| 1935  | 148 984 | 9,9   | 8/54    | ▲4      | ▲3.    |

#### Volby do Slovenské národní rady
| Volby | Hlasy  | Hlasy | Mandáty | Mandáty | Pozice |
| Volby | Počet  | %     | Počet   | ±       | Pozice |
| ----- | ------ | ----- | ------- | ------- | ------ |
| 1990  | 61 401 | 1,8   | 0/150   | ▬0      | ▲9.    |

#### Volby do České národní rady
| Volby | Hlasy   | Hlasy | Mandáty | Mandáty | Pozice | Postavení |
| Volby | Počet   | %     | Počet   | ±       | Pozice | Postavení |
| ----- | ------- | ----- | ------- | ------- | ------ | --------- |
| 1990  | 296 165 | 4,1   | 0/200   | ▬0      | ▲6.    | –         |
| 1992  | 422 736 | 6,5   | 16/200  | ▲16     | ▲3.    | Opozice   |

### Volby v samostatné České republice

#### Volby do Poslanecké sněmovny

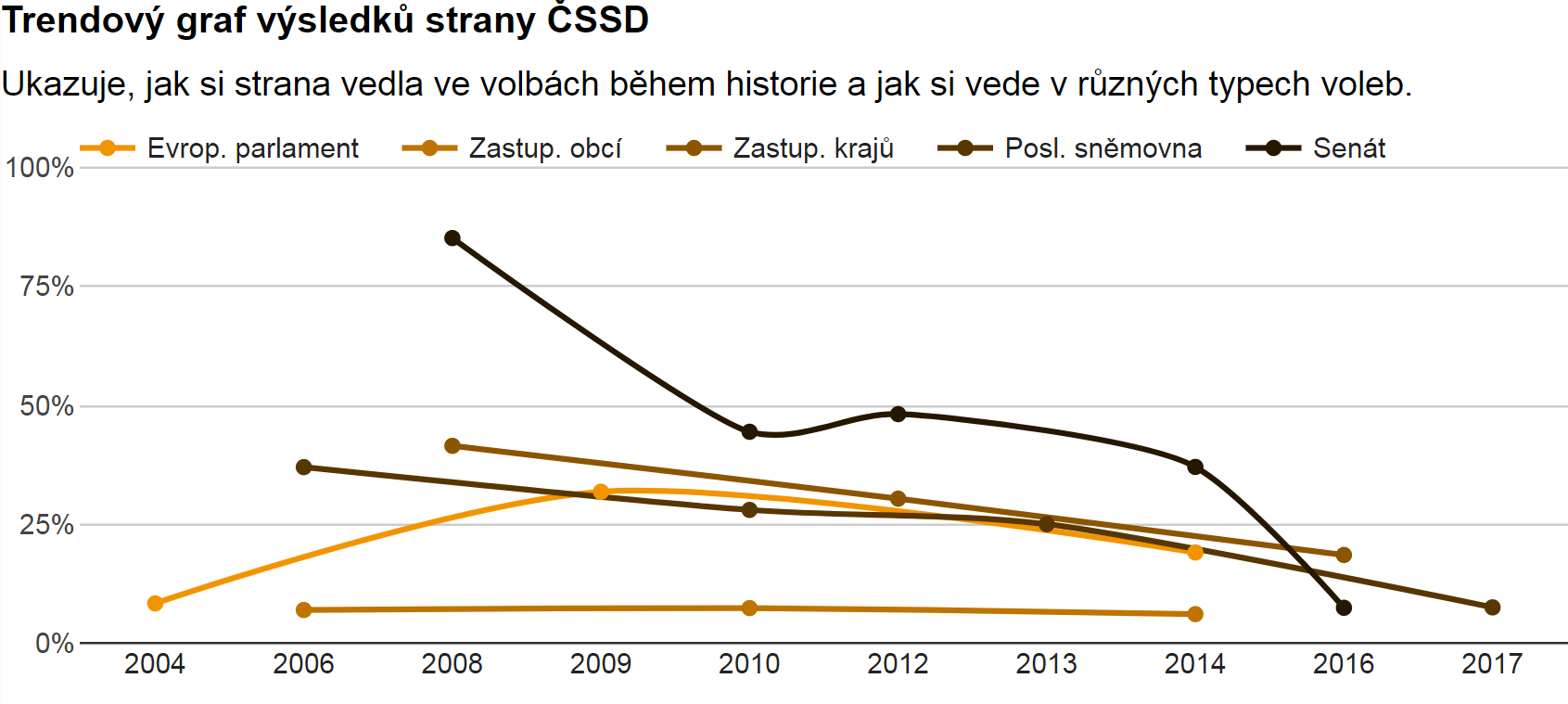
Volební výsledky ČSSD – Trend

Výsledky ČSSD ve volbách do České národní rady v roce 1992.

Výsledky ČSSD ve volbách do Poslanecké sněmovny v roce 1996.

Výsledky ČSSD ve volbách do Poslanecké sněmovny v roce 1998.

Výsledky ČSSD ve volbách do Poslanecké sněmovny v roce 2002.

Výsledky ČSSD ve volbách do Poslanecké sněmovny v roce 2006.

Výsledky ČSSD ve volbách do Poslanecké sněmovny v roce 2010.

Výsledky ČSSD ve volbách do Poslanecké sněmovny v roce 2013.

Výsledky ČSSD ve volbách do Poslanecké sněmovny v roce 2017.

Výsledky ČSSD ve volbách do Poslanecké sněmovny v roce 2021.

| Volby | Hlasy     | Hlasy | Mandáty | Mandáty | Pozice | Postavení |
| Volby | Počet     | %     | Počet   | ±       | Pozice | Postavení |
| ----- | --------- | ----- | ------- | ------- | ------ | --------- |
| 1996  | 1 602 250 | 26,4  | 61/200  | ▲45     | ▲2.    | Podpora   |
| 1998  | 1 928 660 | 32,3  | 74/200  | ▲13     | ▲1.    | Vláda     |
| 2002  | 1 440 279 | 30,2  | 70/200  | ▼4      | ▬1.    | Vláda     |
| 2006  | 1 728 827 | 32,3  | 74/200  | ▲4      | ▼2.    | Opozice   |
| 2010  | 1 155 267 | 22,1  | 56/200  | ▼18     | ▲1.    | Opozice   |
| 2013  | 1 016 829 | 20,5  | 50/200  | ▼6      | ▬1.    | Vláda     |
| 2017  | 368 347   | 7,3   | 15/200  | ▼35     | ▼6.    | Vláda     |
| 2021  | 250 397   | 4,7   | 0/200   | ▼15     | ▬6.    | –         |

##### Výsledky podle krajů
| Kraj                 | 1990 | 1992 | 1996  | 1998  | 2002  | 2006  | 2010  | 2013  | 2017 | 2021 |
| -------------------- | ---- | ---- | ----- | ----- | ----- | ----- | ----- | ----- | ---- | ---- |
| Praha                | 4,65 | 5,14 | 18,68 | 23,44 | 25,85 | 23,29 | 15,17 | 14,09 | 5,57 | 4,00 |
| Středočeský kraj     | 4,83 | 6,82 | 25,40 | 32,70 | 31,58 | 30,74 | 20,52 | 18,44 | 6,63 | 4,56 |
| Jihočeský kraj       | 3,94 | 8,03 | 24,95 | 31,11 | 30,33 | 30,47 | 20,55 | 20,73 | 7,30 | 5,45 |
| Západočeský kraj     | 5,89 | 8,78 | 25,71 | 32,73 |       |       |       |       |      |      |
| Plzeňský kraj        |      |      |       |       | 30,34 | 31,69 | 22,01 | 21,65 | 7,97 | 4,99 |
| Karlovarský kraj     |      |      |       |       | 29,31 | 32,73 | 23,29 | 21,34 | 6,98 | 3,78 |
| Severočeský kraj     | 6,92 | 7,97 | 28,74 | 34,71 |       |       |       |       |      |      |
| Ústecký kraj         |      |      |       |       | 29,18 | 35,46 | 24,93 | 20,77 | 6,61 | 3,19 |
| Liberecký kraj       |      |      |       |       | 27,05 | 29,31 | 19,40 | 16,89 | 5,65 | 3,48 |
| Východočeský kraj    | 5,26 | 7,20 | 24,78 | 29,94 |       |       |       |       |      |      |
| Královéhradecký kraj |      |      |       |       | 27,48 | 30,14 | 19,87 | 18,57 | 6,50 | 4,93 |
| Pardubický kraj      |      |      |       |       | 29,45 | 32,95 | 21,95 | 20,53 | 7,47 | 5,05 |
| Vysočina             |      |      |       |       | 31,97 | 35,35 | 23,43 | 23,01 | 9,37 | 6,55 |
| Jihomoravský kraj    | 1,51 | 4,56 | 24,96 | 31,81 | 29,90 | 32,95 | 23,35 | 22,94 | 8,44 | 4,41 |
| Severomoravský kraj  | 2,87 | 4,56 | 34,21 | 38,98 |       |       |       |       |      |      |
| Olomoucký kraj       |      |      |       |       | 31,92 | 35,44 | 24,47 | 22,22 | 7,44 | 4,53 |
| Zlínský kraj         |      |      |       |       | 29,06 | 33,28 | 21,93 | 19,39 | 6,94 | 4,89 |
| Moravskoslezský kraj |      |      |       |       | 36,13 | 40,54 | 29,13 | 26,38 | 8,83 | 5,42 |
| Česká republika      | 4,11 | 6,53 | 26,44 | 32,31 | 30,20 | 32,32 | 22,08 | 20,45 | 7,27 | 4,65 |

#### Prezidentské volby
| Volby | Kandidát            | Hlasování | Počet hlasů | Počet % | Komentáře              |
| ----- | ------------------- | --------- | ----------- | ------- | ---------------------- |
| 2013  | Jiří Dienstbier ml. | 1. kolo   | 829 297     | 16,12   | Nepostoupil do 2. kola |

#### Volby do Senátu
| Volby | První kolo | První kolo | Druhé kolo | Druhé kolo | Mandáty | Mandáty | Mandáty | Pozice |
| Volby | Hlasy      | %          | Hlasy      | %          | Zvoleno | Celkem  | ±       | Pozice |
| ----- | ---------- | ---------- | ---------- | ---------- | ------- | ------- | ------- | ------ |
| 1996  | 559 304    | 20,3       | 733 713    | 31,8       | 25/81   | 25/81   | ▲25     | ▲2.    |
| 1998  | 208 845    | 21,7       | 121 700    | 22,7       | 3/27    | 23/81   | ▼2      | ▼3.    |
| 2000  | 151 943    | 17,7       | 53 503     | 9,5        | 1/27    | 15/81   | ▼8      | ▼4.    |
| 2002  | 122 397    | 18,4       | 224 386    | 27,3       | 7/27    | 11/81   | ▼4      | ▲2.    |
| 2004  | 90 446     | 12,5       | 24 923     | 5,2        | 0/27    | 8/81    | ▼3      | ▼9.    |
| 2006  | 204 573    | 19,2       | 120 127    | 20,9       | 6/27    | 13/81   | ▲5      | ▲2.    |
| 2008  | 347 759    | 33,2       | 459 829    | 55,9       | 23/27   | 29/81   | ▲16     | ▲1.    |
| 2010  | 290 090    | 25,3       | 299 526    | 44,0       | 12/27   | 41/81   | ▲12     | ▬1.    |
| 2012  | 199 957    | 22,7       | 207 064    | 40,3       | 13/27   | 48/81   | ▲7      | ▬1.    |
| 2014  | 226 239    | 22,0       | 165 629    | 35,0       | 10/27   | 35/81   | ▼13     | ▬1.    |
| 2016  | 128 875    | 14,6       | 55 622     | 13,1       | 2/27    | 25/81   | ▼10     | ▼4.    |
| 2018  | 100 478    | 9,2        | 33 887     | 8,1        | 1/27    | 13/81   | ▼12     | ▼5.    |
| 2020  | 81 105     | 8,1        | 18 175     | 4,0        | 0/27    | 3/81    | ▼10     | ▼11.   |
| 2022  | 43 870     | 3,9        | 10 344     | 2,2        | 0/27    | 1/81    | ▼2      | ▬11.   |
| 2024  | 28 479     | 3,6        | –          | –          | 1/27    | 1/81    | ▬0      |        |

#### Volby do Evropského parlamentu
| Volby | Hlasy   | Hlasy | Mandáty | Mandáty | Pozice |
| Volby | Počet   | %     | Počet   | ±       | Pozice |
| ----- | ------- | ----- | ------- | ------- | ------ |
| 2004  | 204 903 | 8,8   | 2/24    | ▲2      | ▲5.    |
| 2009  | 528 132 | 22,4  | 7/22    | ▲5      | ▲2.    |
| 2014  | 214 800 | 14,2  | 4/21    | ▼3      | ▼3.    |
| 2019  | 93 664  | 4,0   | 0/21    | ▼4      | ▼8.    |
| 2024  | 55 260  | 1,9   | 0/21    | ▬0      | ▼9.    |

#### Komunální volby
| Volby | hlasy      | %     | Zastupitelé |
| ----- | ---------- | ----- | ----------- |
| 1990  | 3 811 986  | 4,96  | 1 052       |
| 1994  | 10 935 889 | 8,7   | 1 628       |
| 1998  | 13 673 268 | 17,54 | 4 259       |
| 2002  | 12 576 146 | 15,57 | 4 664       |
| 2006  | 18 021 855 | 16,61 | 4 331       |
| 2010  | 17 746 799 | 19,68 | 4 584       |
| 2014  | 12 521 613 | 12,65 | 3 806       |
| 2018  | 5 999 380  | 5,34  | 1 955       |

#### Krajské volby
| Kraj                 | 2000              | 2004              | 2008              | 2012              | 2016              | 2020            |
| -------------------- | ----------------- | ----------------- | ----------------- | ----------------- | ----------------- | --------------- |
| Středočeský kraj     | 15,84             | 16,70             | 35,16             | 21,79             | 13,75             | 4,52            |
| Jihočeský kraj       | 13,43             | 12,65             | 33,80             | 27,99             | 22,55             | 8,74            |
| Plzeňský kraj        | 14,94             | 14,92             | 36,37             | 24,89             | 17,35             | 5,85            |
| Karlovarský kraj     | 16,39             | 14,97             | 31,39             | 22,73             | 13,91             | 3,70            |
| Liberecký kraj       | 13,00             | 10,80             | 26,79             | 13,05             | 8,04              | 2,16            |
| Ústecký kraj         | 17,24             | 15,29             | 32,78             | 16,13             | 11,90             | 3,16            |
| Královéhradecký kraj | 13,18             | 11,97             | 31,94             | 19,73             | 13,08             | 8,88            |
| Pardubický kraj      | 13,37             | 13,22             | 35,73             | 21,31             | 18,01             | 14,76           |
| Kraj Vysočina        | 11,47             | 13,28             | 39,87             | 29,26             | 19,37             | 11,86           |
| Jihomoravský kraj    | 13,45             | 11,93             | 34,84             | 27,01             | 15,49             | 5,67            |
| Olomoucký kraj       | 16,34             | 15,02             | 39,78             | 26,70             | 13,88             | 4,82            |
| Zlínský kraj         | 15,12             | 13,66             | 35,40             | 21,73             | 12,46             | 8,45            |
| Moravskoslezský kraj | 15,56             | 15,43             | 42,63             | 27,40             | 16,66             | 6,95            |
| Česká republika      | 14,66 112 mandátů | 14,03 105 mandátů | 35,85 280 mandátů | 23,58 208 mandátů | 15,24 125 mandátů | 4,93 37 mandátů |